# Nassarius
Genre
Nassarius est un genre de mollusques gastéropodes de la famille des Nassariidae.

## Historique et dénomination
Le genre Nassarius a été décrit par le malacologue français André Marie Constant Duméril en 1806.

## Écologie
Les Nassarius sont des mollusques charognards qui attendent enfouis dans le sable de percevoir l'odeur d'une charogne pour sortir de leur cachette et s'en nourrir, préférentiellement de nuit. Leur siphon très allongé leur permet de respirer même tapis sous le sable. 
Pour ces raisons, ils sont appréciés en aquarium, où ils constituent d'excellents nettoyeurs.

## Usage humain
Les coquilles de Nassarius sont les plus anciens éléments corporels humains répertoriés : recensés en Afrique du Nord comme Afrique du Sud, ils remontent à la fin du Paléolithique moyen, entre 100 000 et 70 000 ans, et sont les seuls connus pour cette époque. On ignore si leur fonction était celle d'éléments de parure ou d'instrument d'échange, d’entraide, de dette, de tributs… Leurs localisations éloignées peuvent témoigner soit d’une convergence impliquant d'une symbolique partagée, soit d’une diffusion à travers le continent…

## Taxinomie
Selon World Register of Marine Species (1 août 2015) :
- Nassarius absconditus Gili, 2015

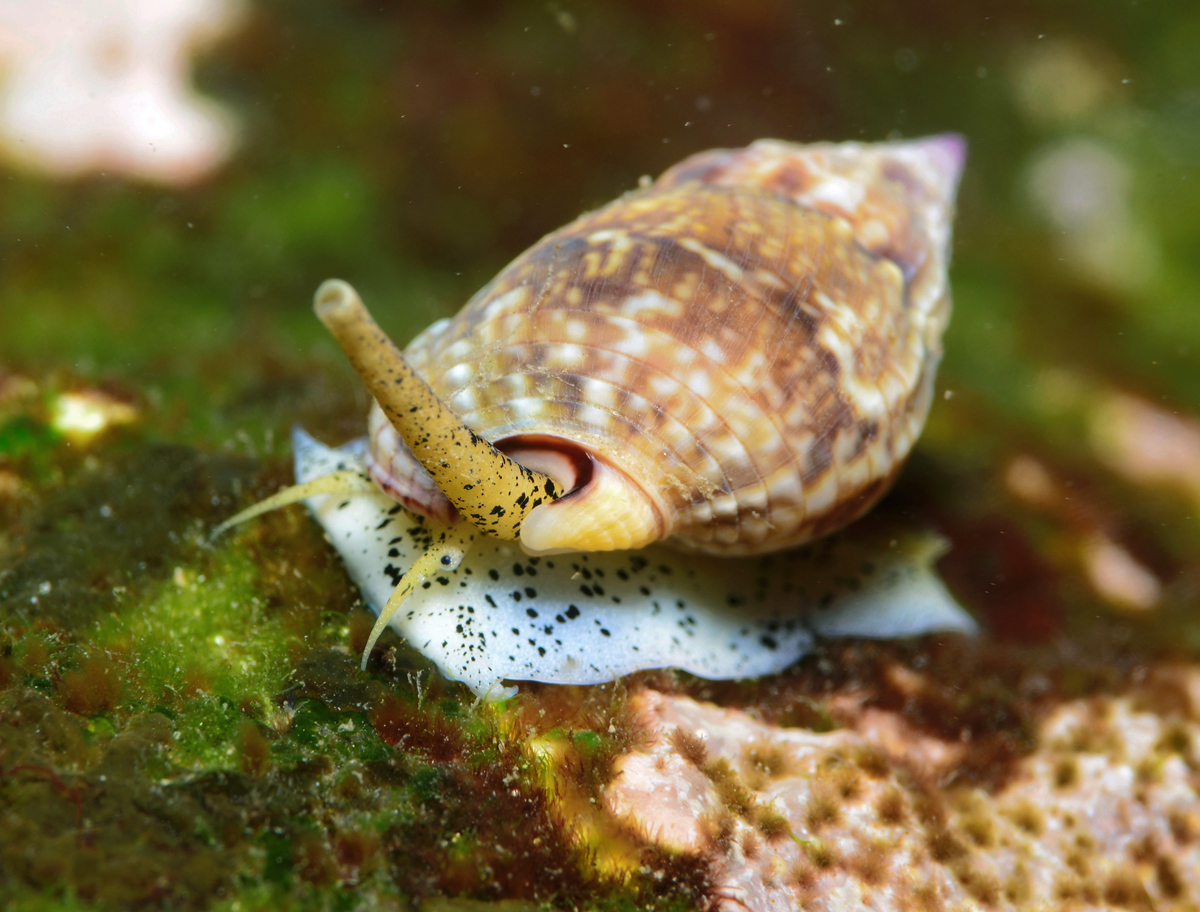
Nassarius gaudiosus.

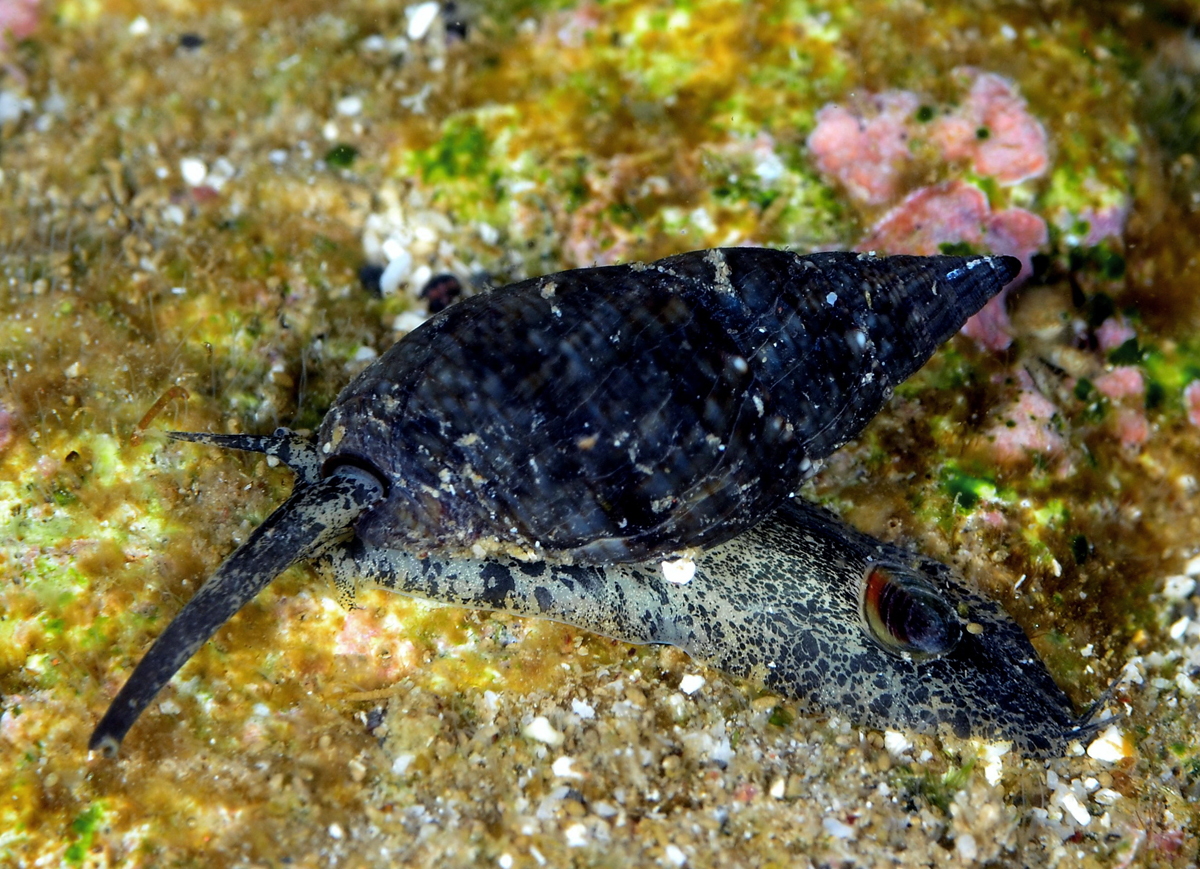
Nassarius reeveatus.

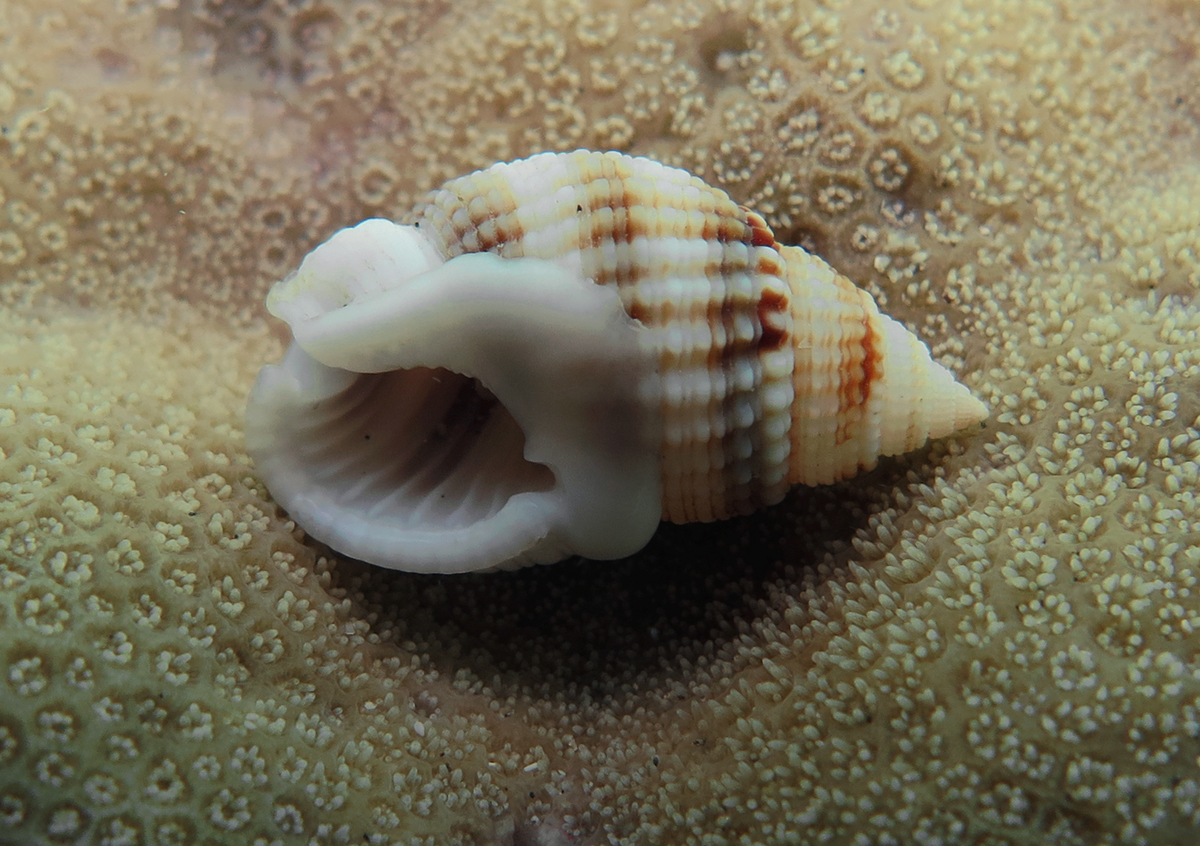
Nassarius gemmuliferus

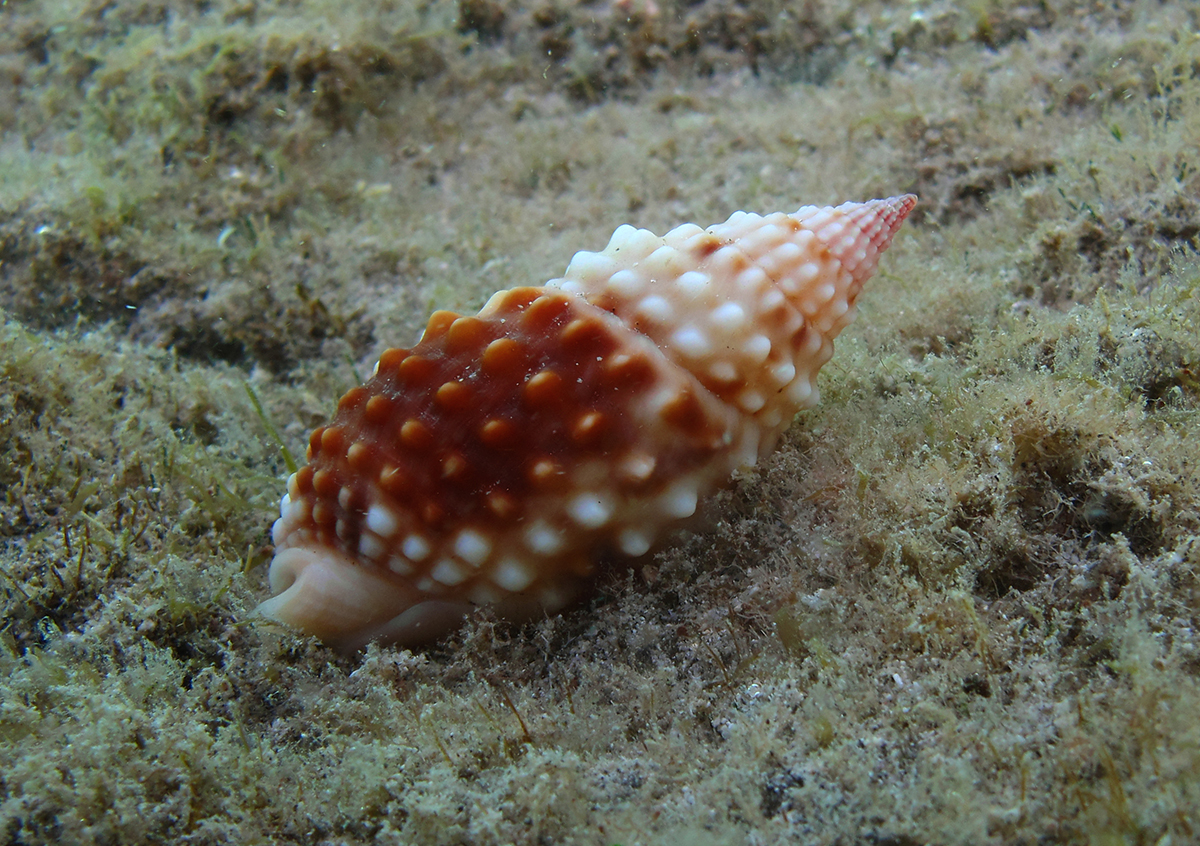
Nassarius papillosus.

- Nassarius abyssicolus (A. Adams, 1852)
- Nassarius acteon MacNeil, 1960 †
- Nassarius acuminatus (Marrat, 1880)
- Nassarius acuticostus (Montrouzier in Souverbie & Montrouzier, 1864)
- Nassarius acutus (Say, 1822)
- Nassarius adami Arthur & Fernandes, 1989
- Nassarius aethiopicus (Marrat, 1873)
- Nassarius agapetus (Watson, 1882)
- Nassarius alabasteroides Kool, 2009
- Nassarius albescens (Dunker, 1846)
- Nassarius albinus (Thiele, 1930)
- Nassarius albomaculatus Rehder, 1980
- Nassarius albus (Say, 1826)
- Nassarius alfuricus (Fischer in Wanner, 1927)
- Nassarius algidus (Reeve, 1853)
- Nassarius amycliformis (Shuto, 1969) †
- Nassarius angolensis (Odhner, 1923)
- Nassarius anguliferus (A. Adams, 1852)
- Nassarius antillarum (d'Orbigny, 1847)
- Nassarius aoteanus Finlay, 1926
- Nassarius arcadioi Rolán & Hernández, 2005
- Nassarius arcularia (Linnaeus, 1758)
- Nassarius arcus Cernohorsky, 1991
- Nassarius argenteus (Marrat, 1877)
- Nassarius atlantideus Adam & Knudsen, 1984
- Nassarius babylonicus (Watson, 1882)
- Nassarius bailyi (Pilsbry & Lowe, 1932)
- Nassarius bantamensis Oostingh, 1933 †
- Nassarius barsdelli Ladd, 1976
- Nassarius beberkirianus (K. Martin & Icke, 1906) †
- Nassarius bellulus (A. Adams, 1852)
- Nassarius bellus (Marrat, 1877)
- Nassarius beureumensis Oostingh, 1933 †
- Nassarius bicallosus (E. A. Smith, 1876)
- Nassarius biendongensis Kool, 2003
- Nassarius bifarius (Baird, 1873)
- Nassarius bimaculosus (A. Adams, 1852)
- Nassarius bolangoi (Ladd, 1976) †
- Nassarius boucheti Kool, 2004
- Nassarius bourbonensis Kool, 2015
- Nassarius brunneostomus (Stearns, 1893)
- Nassarius bruuni Adam & Knudsen, 1984
- Nassarius burchardi (Philippi, 1849)
- Nassarius caboverdensis (Rolán, 1984)
- Nassarius cabrierensis (Fontannes, 1878) †
- Nassarius cadeei Kool, 2006
- Nassarius caelatus (A. Adams, 1852)
- Nassarius caelolineatus Nesbitt & Pitt, 1986
- Nassarius callospira (A. Adams, 1852)
- Nassarius camelus (Martens, 1897)
- Nassarius candei (d'Orbigny, 1847)
- Nassarius candens (Hinds, 1844)
- Nassarius candidissimus (C. B. Adams, 1845)
- Nassarius capensis (Dunker, 1846)
- Nassarius capillaris (Watson, 1882)
- Nassarius castus (Gould, 1850)
- Nassarius catallus (Dall, 1908)
- Nassarius cautleyi (d'Archiac & Haime, 1854) †
- Nassarius celebensis (Schepman, 1907)
- Nassarius cernohorskyi Kool, 2005
- Nassarius cerritensis (Arnold, 1903)
- Nassarius cinctellus (A. Adams, 1852)
- Nassarius cinctellus (Gould, 1850)
- Nassarius cinnamomea (A. Adams, 1852)
- Nassarius circumcinctus (A. Adams, 1852)
- Nassarius clarus (Marrat, 1877)
- Nassarius clathratus (Born, 1778) †
- Nassarius cockburnensis Kool & Dekker, 2006
- Nassarius collarius (C. B. Adams, 1852)
- Nassarius compactus (Angas, 1865)
- Nassarius companyoi (Fontannes, 1882) †
- Nassarius compertus Fernández-Garcés, Espinosa & Rolán, 1990
- Nassarius complanatus (Powys, 1835)
- Nassarius comptus (A. Adams, 1852)
- Nassarius concinnus (Powys, 1835)
- Nassarius congrua (Yokoyama, 1926) †
- Nassarius conoidalis (Deshayes, 1832)
- Nassarius consensus (Ravenel, 1861)
- Nassarius conspersus (Philippi, 1849)
- Nassarius coppingeri (E. A. Smith, 1881)
- Nassarius coralligenus (Pallary, 1900)
- Nassarius coriolis Kool, 2009
- Nassarius corniculum (Olivi, 1792)
- Nassarius coronatus (Bruguière, 1789)
- Nassarius coronulus (A. Adams, 1852)
- Nassarius crassigranosus (Tate, 1888) †
- Nassarius crebricostatus (Schepman, 1911)
- Nassarius crematus (Hinds, 1844)
- Nassarius crenoliratus (A. Adams, 1852)
- Nassarius crenulatus (Bruguière, 1792)
- Nassarius crenulicostatus (Shuto, 1969)
- Nassarius cuvierii (Payraudeau, 1826)
- Nassarius dakarensis (Fischer-Piette & Nicklès, 1946)
- Nassarius dekkeri Kool, 2001
- Nassarius delicatus (A. Adams, 1852)
- Nassarius delosi (Woodring, 1946)
- Nassarius demissus (Yokoyama, 1923) †
- Nassarius denselineatus (Nagao, 1928) †
- Nassarius denticulatus (A. Adams, 1852)
- Nassarius dentifer (Powys, 1835)
- Nassarius deshayesianus (Issel, 1866)
- Nassarius deshayesii (Hombron & Jacquinot, 1848)
- Nassarius desmoulioides (G. B. Sowerby III, 1903)
- Nassarius dijki (K. Martin, 1895)
- Nassarius dilutus (E. A. Smith, 1899)
- Nassarius dimorphoides Oostingh, 1935 †
- Nassarius disparilis (E. A. Smith, 1903)
- Nassarius distortus (A. Adams, 1852)
- Nassarius dorsatus (Röding, 1798)
- Nassarius dorsuosus (A. Adams, 1852)
- Nassarius echinatus (A. Adams, 1852)
- Nassarius ecstilbus (Melvill & Standen, 1896)
- Nassarius elatus (Gould, 1845)
- Nassarius elegantissimus Shuto, 1969
- Nassarius emilyae Moolenbeek & Dekker, 1994
- Nassarius eniwetokensis Ladd, 1977 †
- Nassarius enzoi Bozzetti, 2007
- Nassarius ephamillus (Watson, 1882)
- Nassarius erythraeus (Issel, 1869)
- Nassarius euglyptus (G. B. Sowerby III, 1914)
- Nassarius eusulcatus (G. B. Sowerby III, 1902)
- Nassarius exilis (Powys, 1835)
- Nassarius eximius (H. Adams, 1872)
- Nassarius exsarcus (Dall, 1908)
- Nassarius exstincteliratus (Fischer in Wanner, 1927) †
- Nassarius exulatus (E. A. Smith, 1911)
- Nassarius falconeri (d'Archiac & Haime, 1854) †
- Nassarius fenistratus (Marrat, 1877)
- Nassarius fennemai Oostingh, 1939 †
- Nassarius fenwicki Kilburn, 1972
- Nassarius festivus (Powys, 1835)
- Nassarius fidus (Reeve, 1853)
- Nassarius filmerae (Sowerby III, 1900)
- Nassarius filosus (Reeve, 1853)
- Nassarius fissilabris (A. Adams, 1852)
- Nassarius formosus (Turton, 1932)
- Nassarius fossae (Preston, 1915)
- Nassarius fossatus (Gould, 1850)
- Nassarius foveolatus (Dunker, 1847)
- Nassarius fraterculus (Dunker, 1860)
- Nassarius fraudator Cernohorsky, 1980
- Nassarius fraudulentus (Marrat, 1877)
- Nassarius frederici (Melvill & Standen, 1901)
- Nassarius fretorum (Melvill & Standen, 1899)
- Nassarius frigens (Martens, 1878)
- Nassarius fufanus (Fischer in Wanner, 1927) †
- Nassarius fuscescens (Dautzenberg, 1912)
- Nassarius fuscolineatus (E. A. Smith, 1875)
- Nassarius gallegosi Strong & Hertlein, 1937
- Nassarius garuda Kool, 2007
- Nassarius gaudiosus (Hinds, 1844)
- Nassarius gayii (Kiener, 1834)
- Nassarius gemmuliferus (A. Adams, 1852)
- Nassarius gemmulosus (C. B. Adams, 1852)
- Nassarius gibbosulus (Linnaeus, 1758)
- Nassarius glabratus (G. B. Sowerby II, 1842)
- Nassarius glabrus Zhang & Zhang, 2014
- Nassarius glagahensis Oostingh, 1935 †
- Nassarius glans (Linnaeus, 1758)
- Nassarius globosus (Quoy & Gaimard, 1833)
- Nassarius goniopleura (Dall, 1908)
- Nassarius goreensis (Maltzan, 1884)
- Nassarius graniferus (Kiener, 1834)
- Nassarius granum (Lamarck, 1822)
- Nassarius graphiterus (Hombron & Jacquinot, 1848)
- Nassarius gregarius (Grabau & King, 1928)
- Nassarius gruneri (Dunker, 1846)
- Nassarius gruveli Adam & Knudsen, 1984
- Nassarius guaymasensis (Pilsbry & Lowe, 1932)
- Nassarius haldemani (Dunker, 1847)
- Nassarius hanraveni Kool & Dekker, 2006
- Nassarius hansenae Kool, 1996
- Nassarius harpularia (Marrat, 1877)
- Nassarius harryleei García, 2001
- Nassarius helleri (Giner Mari, 1929)
- Nassarius hemipolitus Nomura & Zimbo, 1935 †
- Nassarius herosae Kool, 2005
- Nassarius heynemanni (Maltzan, 1884)
- Nassarius himeroessa (Melvill & Standen, 1903)
- Nassarius hirasei Kuroda & Habe, 1952
- Nassarius hirtus (Kiener, 1834)
- Nassarius hongoensis Itoigawa, 1955 †
- Nassarius hotessierianus (d'Orbigny, 1842)
- Nassarius houbricki Kool & Galindo, 2014
- Nassarius howardae Chace, 1958
- Nassarius humeratus Yang & Zhang, 2011
- Nassarius idyllius (Melvill & Standen, 1901)
- Nassarius incongruus Otuka, 1937 †
- Nassarius incrassatus (Strøm, 1768)
- Nassarius infralaevis (Fischer in Wanner, 1927) †
- Nassarius insculptus (Carpenter, 1864)
- Nassarius interliratus (E. A. Smith, 1876)
- Nassarius iodes (Dall, 1917)
- Nassarius irus (Martens, 1880)
- Nassarius ischnus (Melvill, 1899)
- Nassarius jacksonianus (Quoy & Gaimard, 1833)
- Nassarius jactabundus (Melvill, 1906)
- Nassarius javanus (Schepman, 1891)
- Nassarius jeanmartini Kool & Dekker, 2006
- Nassarius johni (Monterosato, 1889)
- Nassarius jonasii Dunker, 1846
- Nassarius kaicherae De Jong & Coomans, 1988
- Nassarius karinae Nowell-Usticke, 1971
- Nassarius karoroensis Maxwell, 1988 †
- Nassarius kieneri (Anton, 1838)
- Nassarius kiiensis Kira, 1954
- Nassarius kochianus (Dunker, 1846)
- Nassarius kometubus Otuka, 1934 †
- Nassarius kooli Dekker & Dekkers, 2009
- Nassarius kraussianus (Dunker, 1846)
- Nassarius kruizingai Oostingh, 1939 †
- Nassarius labiatus (A. Adams, 1853)
- Nassarius labordei (Giner Mari, 1929)
- Nassarius latecostatus (Suter, 1917) †
- Nassarius lavanonoensis Bozzetti, 2006
- Nassarius lawsonorum Kilburn, 2000
- Nassarius leptospirus (A. Adams, 1852)
- Nassarius levis Abbate & Cavallari, 2013
- Nassarius liberiensis (Knudsen, 1956)
- Nassarius lima (Dillwyn, 1817)
- Nassarius limacinus (Dall, 1917)
- Nassarius limnaeiformis (Dunker, 1847)
- Nassarius livescens (Philippi, 1849)
- Nassarius lochi Kool, 1996
- Nassarius louisi (Pallary, 1912)
- Nassarius luteolus (E. A. Smith, 1879)
- Nassarius luteostomus (Broderip & G. B. Sowerby I, 1829)
- Nassarius maccauslandi Cernohorsky, 1984
- Nassarius macrocephalus (Schepman, 1911)
- Nassarius macrodon (Bronn, 1831) †
- Nassarius madiunensis (K. Martin, 1895) †
- Nassarius madurensis Kool, 2013
- Nassarius mammilliferus (Melvill, 1897)
- Nassarius mandirensis Oostingh, 1939 †
- Nassarius mangkalihatensis Beets, 1941 †
- Nassarius margaritifer (Dunker, 1847)
- Nassarius marmoreus (A. Adams, 1852)
- Nassarius marratii (E. A. Smith, 1876)
- Nassarius martinezi Kool & Galindo, 2014
- Nassarius megalocallus Adam & Knudsen, 1984
- Nassarius mekranicus (Vredenburg, 1925) †
- Nassarius mendicus (Gould, 1850)
- Nassarius microstoma (Pease, 1860)
- Nassarius miga (Bruguière, 1789)
- Nassarius mirabilis Bozzetti, 2007
- Nassarius miser (Dall, 1908)
- Nassarius mobilis (Hedley & May, 1908)
- Nassarius moestus (Hinds, 1844)
- Nassarius moolenbeeki Kool, 1995
- Nassarius muelleri (Maltzan, 1884)
- Nassarius multicostatus (A. Adams, 1852)
- Nassarius multigranosus (Dunker, 1847)
- Nassarius multipunctatus (Schepman, 1911)
- Nassarius multivocus Kool, 2008
- Nassarius mundus (Sturany, 1900)
- Nassarius mutabilis (Linnaeus, 1758)
- Nassarius myristicatus (Hinds, 1844)
- Nassarius nakayamai (Habe, 1958)
- Nassarius nanhaiensis Zhang, 2013
- Nassarius nassiformis (Lesson, 1842)
- Nassarius natalensis (E. A. Smith, 1903)
- Nassarius neoproductus Kool & Dekker, 2007
- Nassarius ngawianus (K. Martin, 1895) †
- Nassarius nigellus (Reeve, 1854)
- Nassarius nigrolabrus (Verrill, 1880)
- Nassarius nitidus (Jeffreys, 1867)
- Nassarius niveus (A. Adams, 1852)
- Nassarius nobilis (Thiele, 1925)
- Nassarius nodicinctus (A. Adams, 1852)
- Nassarius nodicostatus (A. Adams, 1852)
- Nassarius nodifer (Powys, 1835)
- Nassarius nodulosus (Marrat, 1873)
- Nassarius noguchii (Habe, 1958)
- Nassarius notoensis Masuda, 1956 †
- Nassarius novaezelandiae (Reeve, 1854)
- Nassarius nuceus (Pease, 1869)
- Nassarius nucleolus (Philippi, 1846)
- Nassarius nuttalli (Ludbrook, 1978) †
- Nassarius obesus (G. Nevill & H. Nevill, 1875)
- Nassarius ocellatus Kool & Galindo, 2014
- Nassarius olivaceus (Bruguière, 1789)
- Nassarius olomea Kay, 1979
- Nassarius omuensis (Noda, 1980) †
- Nassarius onchodes (Dall, 1917)
- Nassarius oneratus (Deshayes, 1863)
- Nassarius optimus (G. B. Sowerby III, 1903)
- Nassarius orissaensis (Preston, 1914)
- Nassarius ovoideus (Locard, 1886)
- Nassarius ovum K. Martin, 1880 †
- Nassarius pachychilus (Maltzan, 1884)
- Nassarius pagodus (Reeve, 1844)
- Nassarius papillosus (Linnaeus, 1758)
- Nassarius parcipictus Adam & Knudsen, 1984
- Nassarius patricius (Thiele, 1925)
- Nassarius paucicostatus (Marrat, 1877)
- Nassarius pauper (Gould, 1850)
- Nassarius pauperatus (Lamarck, 1822)
- Nassarius perdominulus Nomura & Zimbo, 1935 †
- Nassarius pernitidus (Dall, 1889)
- Nassarius perpinguis (Hinds, 1844)
- Nassarius persicus (Martens, 1874)
- Nassarius pfeifferi (Philippi, 1844)
- Nassarius plebejus (Thiele, 1925)
- Nassarius polygonatus (Lamarck, 1822)
- Nassarius poupini Cernohorsky, 1992
- Nassarius praematuratus (Kuroda & Habe in Habe, 1960)
- Nassarius prianganensis Van Regteren Altena & Beets, 1945 †
- Nassarius priscardi Bozzetti, 2006
- Nassarius protrusidens (Melvill, 1918)
- Nassarius prysmaticus (Brocchi, 1814) †
- Nassarius pseudoconcinnus (E. A. Smith, 1895)
- Nassarius pseudodemissus Nomura & Zimbo, 1935 †
- Nassarius pseudopoecilostictus Adam & Knudsen, 1984
- Nassarius psila (Watson, 1882)
- Nassarius pullus (Linnaeus, 1758)
- Nassarius pulvinaris (Martens, 1881)
- Nassarius pumilio (E. A. Smith, 1872)
- Nassarius pupinoides (Reeve, 1853)
- Nassarius pygmaeus (Lamarck, 1822)
- Nassarius pyramidalis (A. Adams, 1853)
- Nassarius pyrrhus (Menke, 1843)
- Nassarius quadrasi (Hidalgo, 1904)
- Nassarius quantulus (Gould, 1860)
- Nassarius radians Kool & Galindo, 2014
- Nassarius rainbowae Gili, 2015
- Nassarius recidivus (Martens, 1876)
- Nassarius reeveanus (Dunker, 1847)
- Nassarius rehderi Cernohorsky, 1980
- Nassarius reticulatus (Linnaeus, 1758)
- Nassarius reunionensis Cernohorsky, 1988
- Nassarius reussi (K. Martin, 1880) †
- Nassarius rhinetes S. S. Berry, 1953
- Nassarius richeri Cernohorsky, 1992
- Nassarius robustus (Monterosato, 1890)
- Nassarius roissyi (Deshayes, 1832)
- Nassarius rotundus (Melvill & Standen, 1896)
- Nassarius rubusindicus Oostingh, 1939 †
- Nassarius rufus (Dunker, 1847)
- Nassarius samiae Kool, 2006
- Nassarius sanctaehelenae (A. Adams, 1852)
- Nassarius scabriusculus (Powys, 1835)
- Nassarius scalaris (A. Adams, 1852)
- Nassarius scissuratus (Dall, 1889)
- Nassarius semistriatus (Brocchi, 1814) †
- Nassarius semisulcatus (Hombron & Jacquinot, 1848)
- Nassarius senegalensis (Maltzan, 1884)
- Nassarius separabilis Laws, 1939 †
- Nassarius sesarmus (Marrat, 1877)
- Nassarius shacklefordi (Melvill & Standen, 1896)
- Nassarius shaskyi McLean, 1970
- Nassarius signatus (Dunker, 1847)
- Nassarius silvardi Kool & Dekker, 2006
- Nassarius simizui Otuka, 1934 †
- Nassarius simoni Kool & Dekker, 2007
- Nassarius sinarus (Philippi, 1851)
- Nassarius sinusigerus (A. Adams, 1852)
- Nassarius siquijorensis (A. Adams, 1852)
- Nassarius smitsorum Kool, 1990
- Nassarius socialis (Hutton, 1886) †
- Nassarius speciosus (A. Adams, 1852)
- Nassarius spiraliscabrus (Chapman & Gabriel, 1914) †
- Nassarius spiratus (A. Adams, 1852)
- Nassarius splendidulus (Dunker, 1846)
- Nassarius stigmarius (A. Adams, 1852)
- Nassarius stimpsonianus (C. B. Adams, 1852)
- Nassarius stolatus (Gmelin, 1791)
- Nassarius striatus (C. B. Adams, 1852)
- Nassarius subconstrictus (G.B. Sowerby III, 1899)
- Nassarius subcopiosus (Ludbrook, 1958) †
- Nassarius sublirellus (Tate, 1888) †
- Nassarius subtranslucidus (E. A. Smith, 1903)
- Nassarius succinctus (A. Adams, 1852)
- Nassarius sufflatus (Gould, 1860)
- Nassarius sumatranus (Thiele, 1925)
- Nassarius sundaicus Oostingh, 1939 †
- Nassarius swearingeni (Petuch & R. F. Myers, 2014)
- Nassarius tabescens (Marrat, 1880)
- Nassarius tadjallii Moolenbeek, 2007
- Nassarius talahabensis (K. Martin, 1921) †
- Nassarius tambacanus (K. Martin, 1884) †
- Nassarius tangaroai Kool, 2006
- Nassarius tango F. Scarabino, 2004
- Nassarius tatei (Tenison-Woods, 1879) †
- Nassarius tateyamensis Kuroda, 1929
- Nassarius teretiusculus (A. Adams, 1852)
- Nassarius thachi Dekker, 2004
- Nassarius thaumasius (Sturany, 1900)
- Nassarius tiarula (Kiener, 1841)
- Nassarius tinei (Maravigna, 1840)
- Nassarius tingitanus (Pallary, 1901)
- Nassarius townsendi (Dall, 1880)
- Nassarius tritoniformis (Kiener, 1841)
- Nassarius troendleorum Cernohorsky, 1980
- Nassarius tunetoyensis Nomura & Hatai, 1936 †
- Nassarius turbineus (Gould, 1845)
- Nassarius turulosus (Risso, 1826)
- Nassarius unicolor (Hombron & Jacquinot, 1848)
- Nassarius unifasciatus (Kiener, 1834)
- Nassarius vandervlerki Oostingh, 1939 †
- Nassarius vanesi Oostingh, 1935 †
- Nassarius vanessae Bozzetti, 2014
- Nassarius vangemerti Moolenbeek, 2010
- Nassarius vanpeli Kool, 2005
- Nassarius vanuatuensis Kool & Galindo, 2014
- Nassarius variciferus (A. Adams, 1852)
- Nassarius varicosecostatus (Fischer in Wanner, 1927) †
- Nassarius vaucheri (Pallary, 1906)
- Nassarius velvetosus Kool & Galindo, 2014
- Nassarius venemai (Koperberg, 1931) †
- Nassarius venustus (Dunker, 1847)
- Nassarius versicolor (C. B. Adams, 1852)
- Nassarius vibex (Say, 1822)
- Nassarius vidalensis (Barnard, 1959)
- Nassarius vinctus (Marrat, 1877)
- Nassarius vitiensis (Hombron & Jacquinot, 1848)
- Nassarius vittatus (A. Adams, 1853)
- Nassarius webbei (Petit de la Saussaye, 1850)
- Nassarius websteri Petuch & Sargent, 2012
- Nassarius whiteheadae Cernohorsky, 1984
- Nassarius wilsoni (C. B. Adams, 1852)
- Nassarius wilsoni (Ludbrook, 1978) †
- Nassarius wolffi (Knudsen, 1956)
- Nassarius zanzibarensis Kool & Dekker, 2007

## Galerie

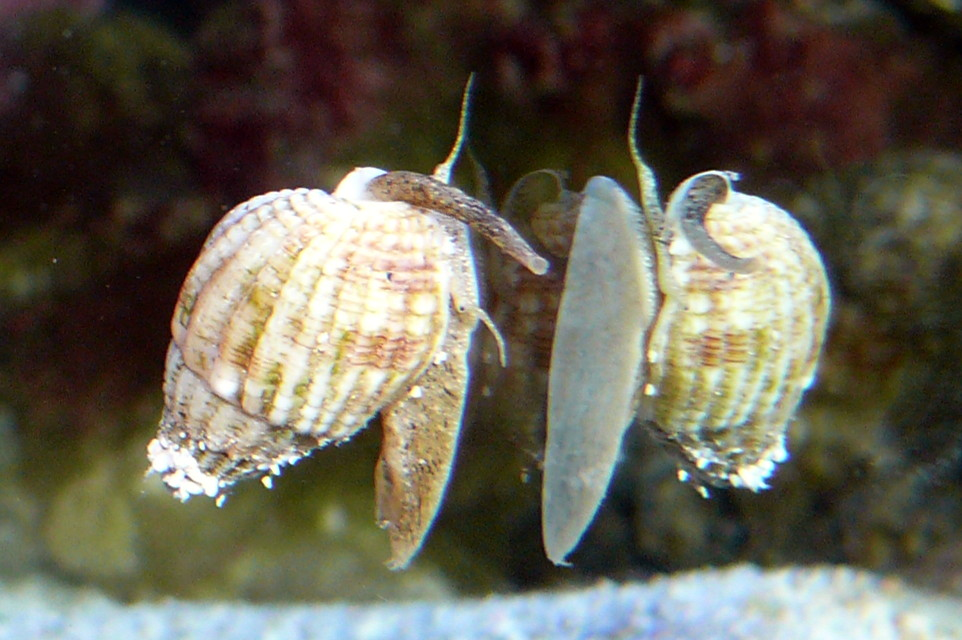
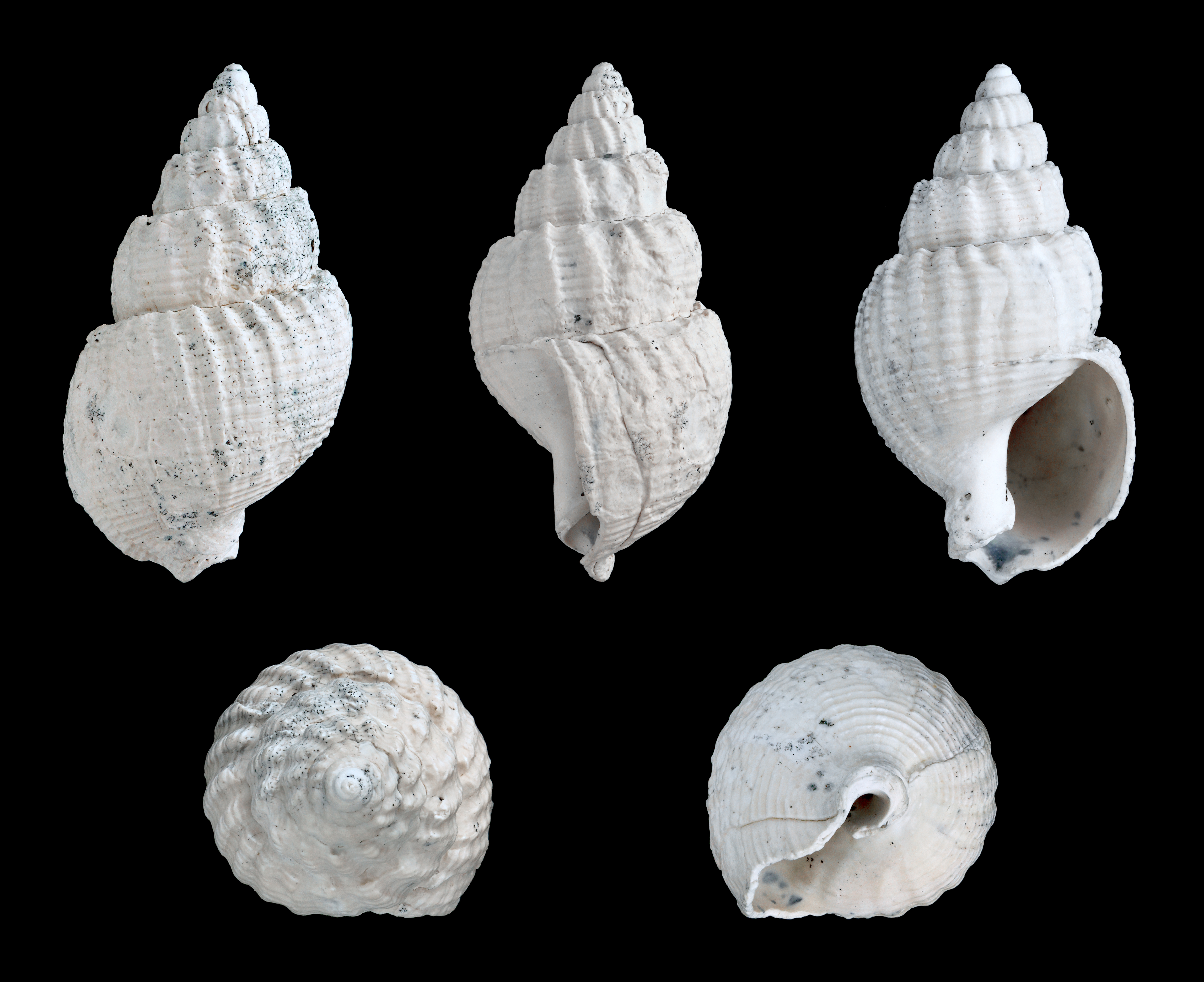
Nassarius scaldisianus
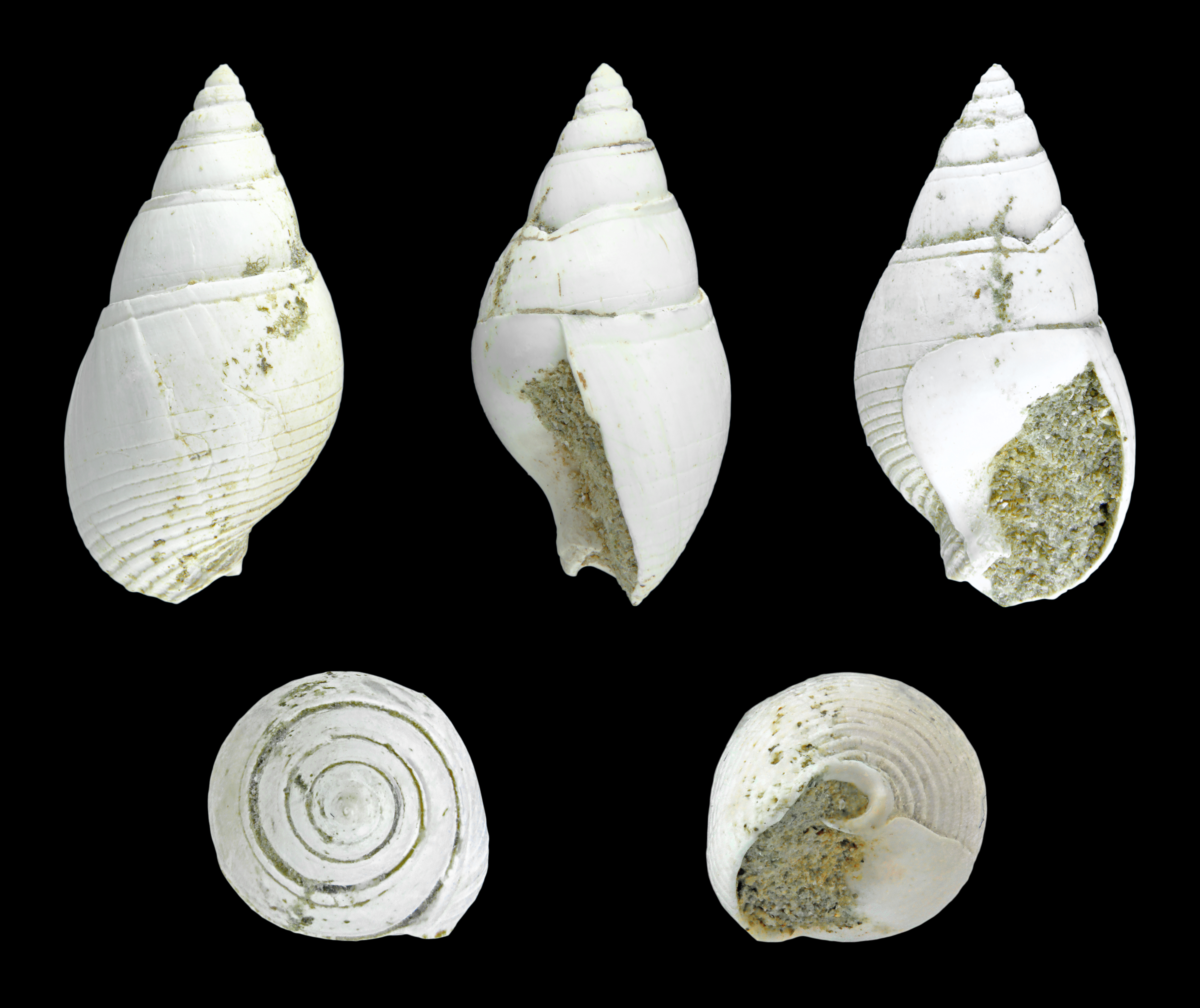
Nassarius semistriatus
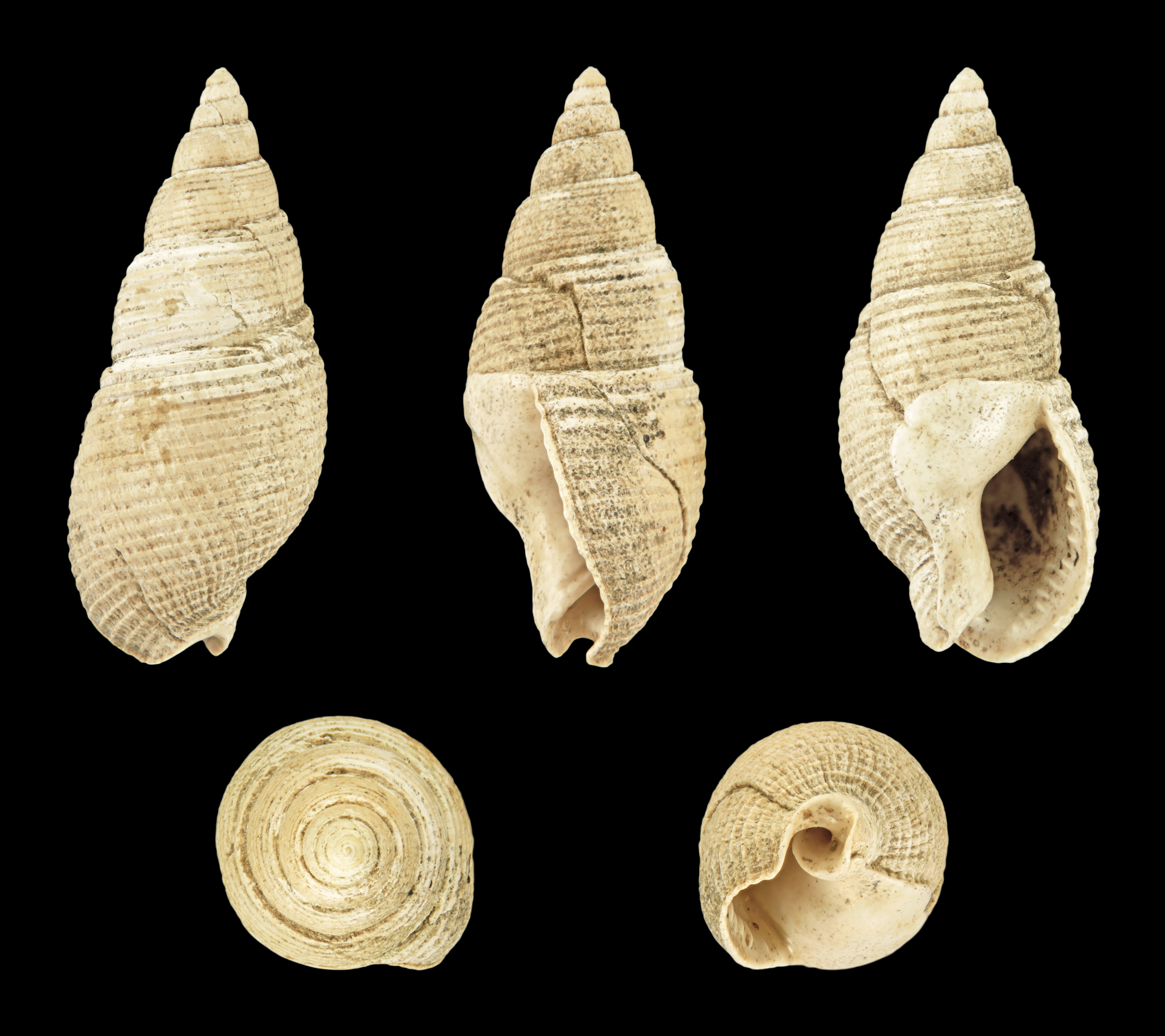
Nassarius semistriatus
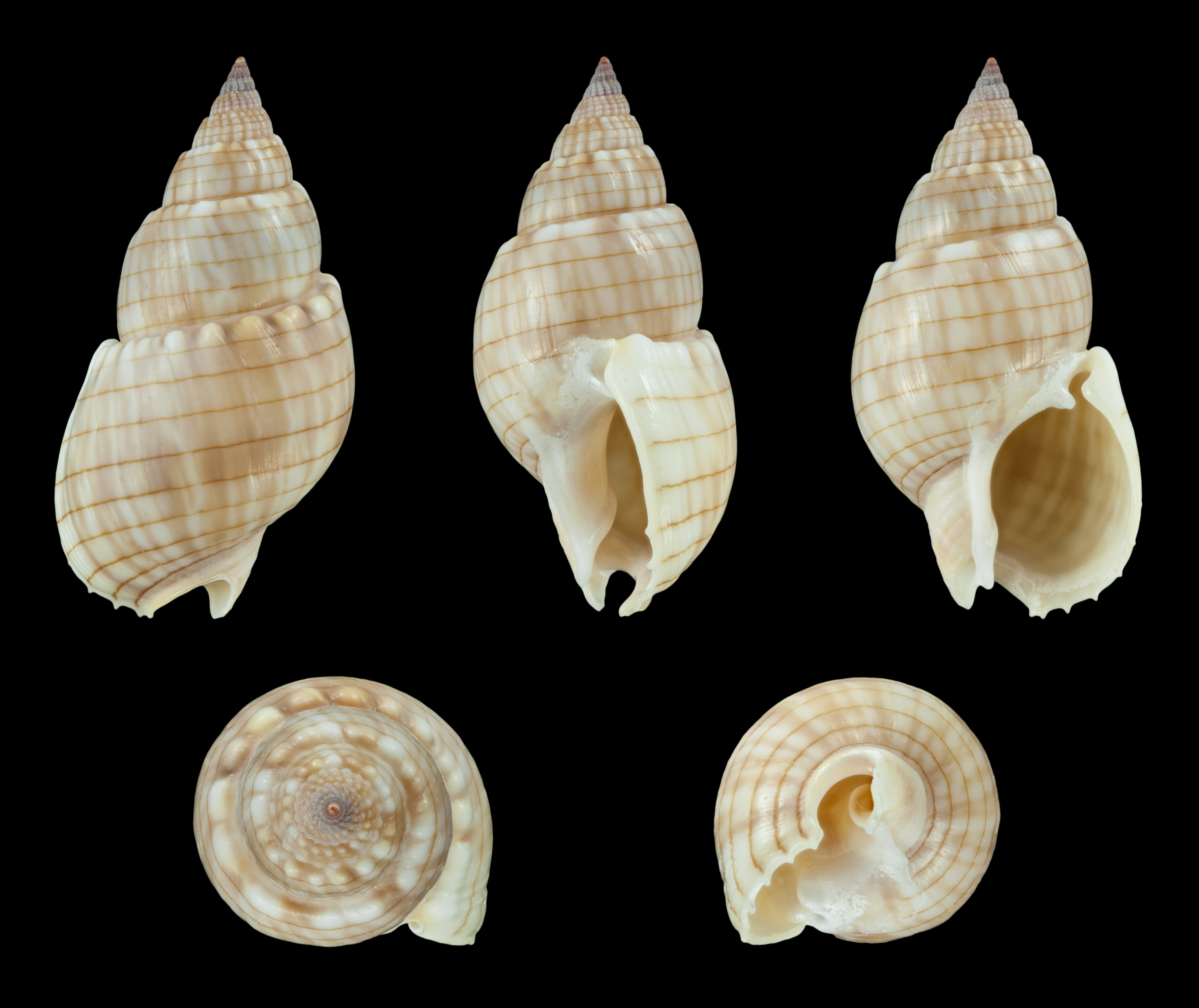
Nassarius (Alectrion) glans glans
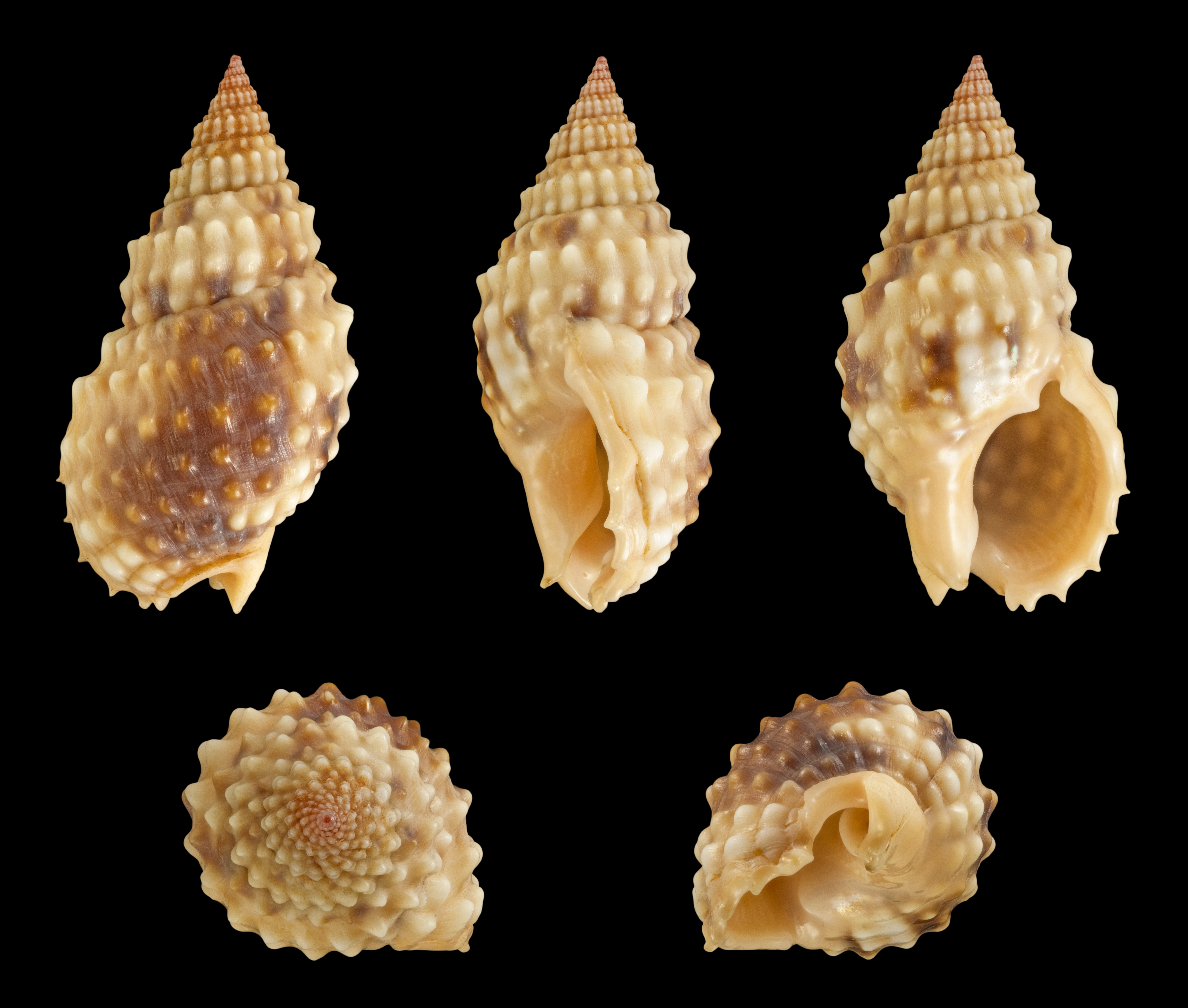
Nassarius (Alectrion) papillosus
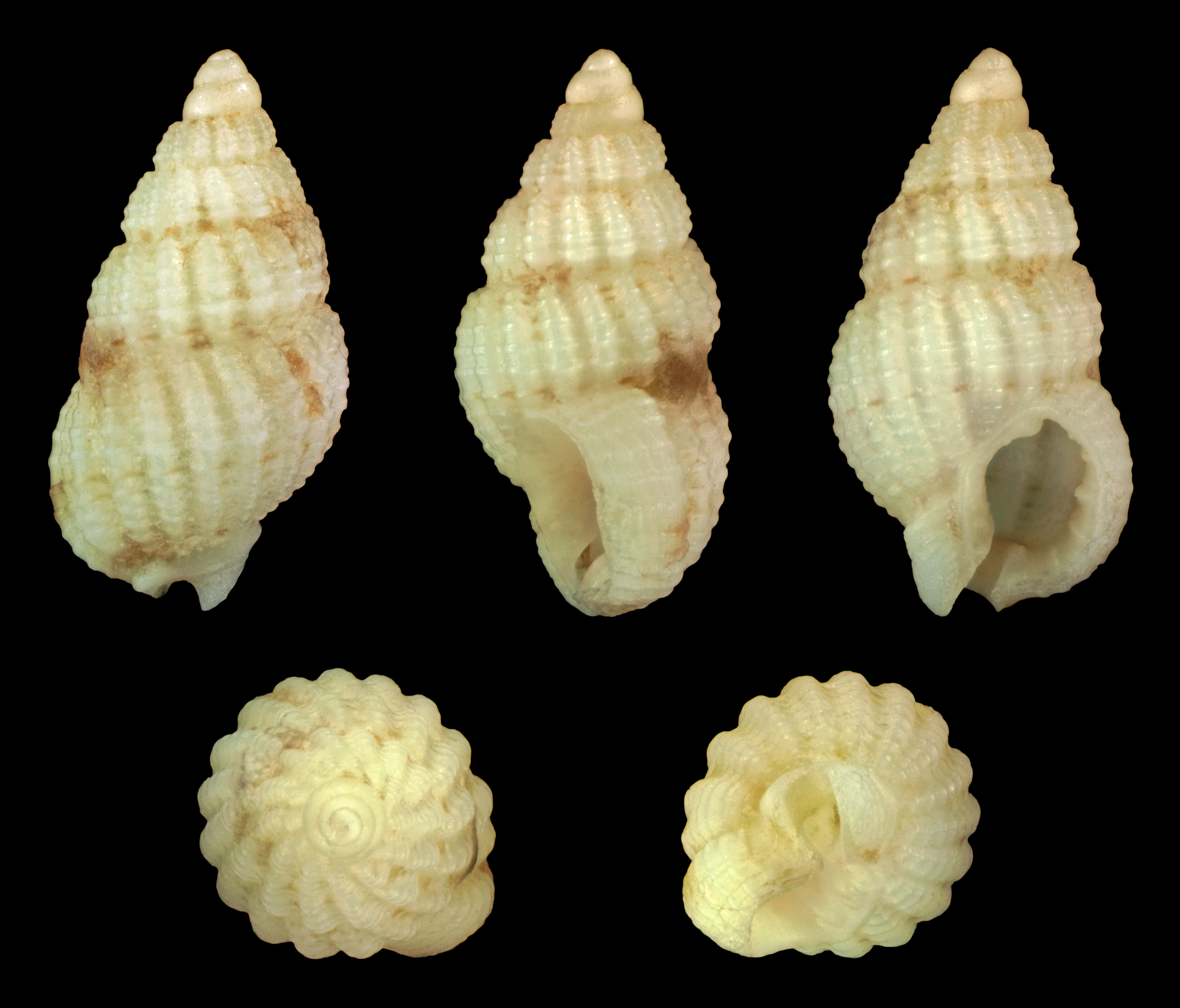
Nassarius (Hima) fuscolineatus
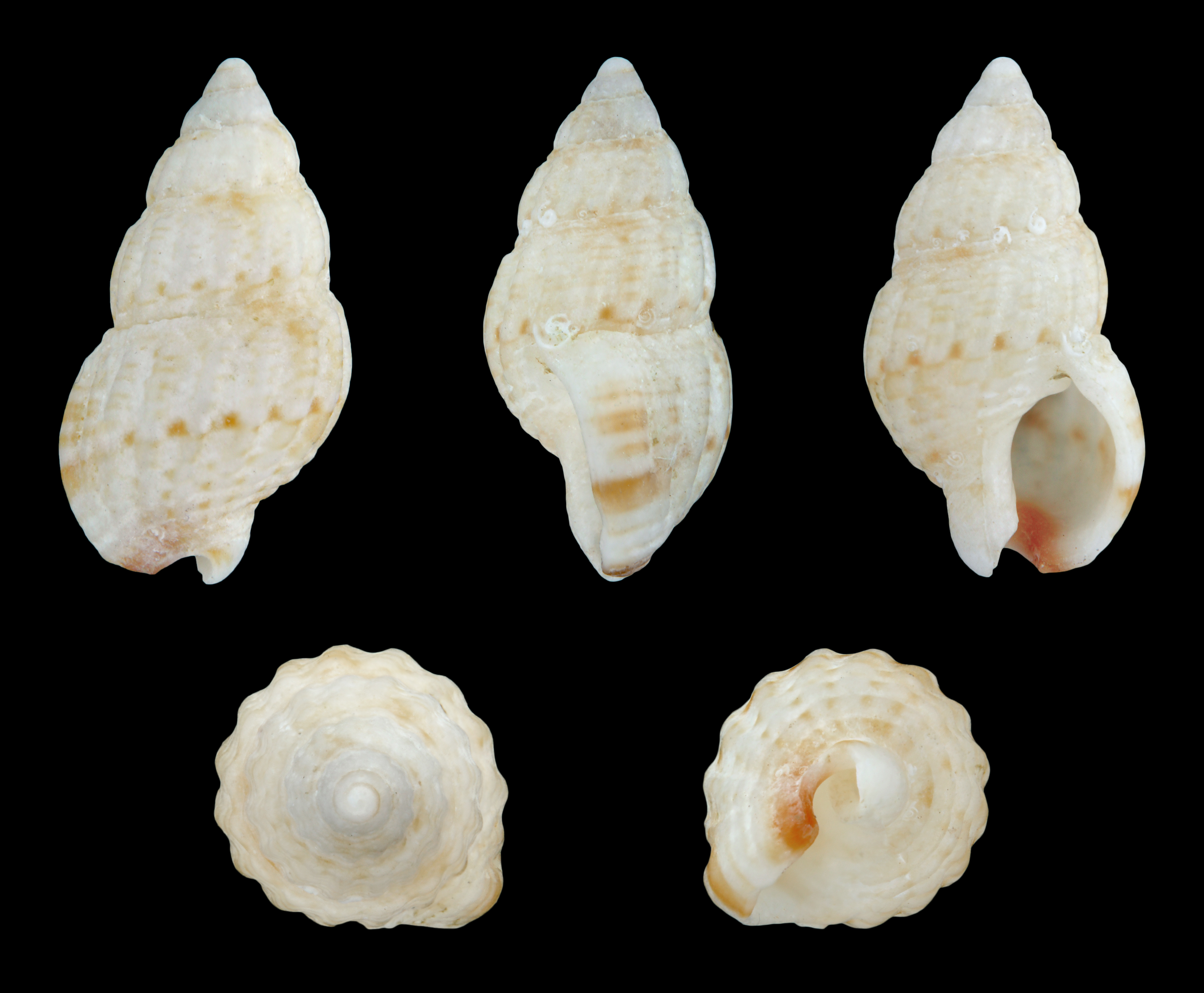
Nassarius (Hima) kochianus
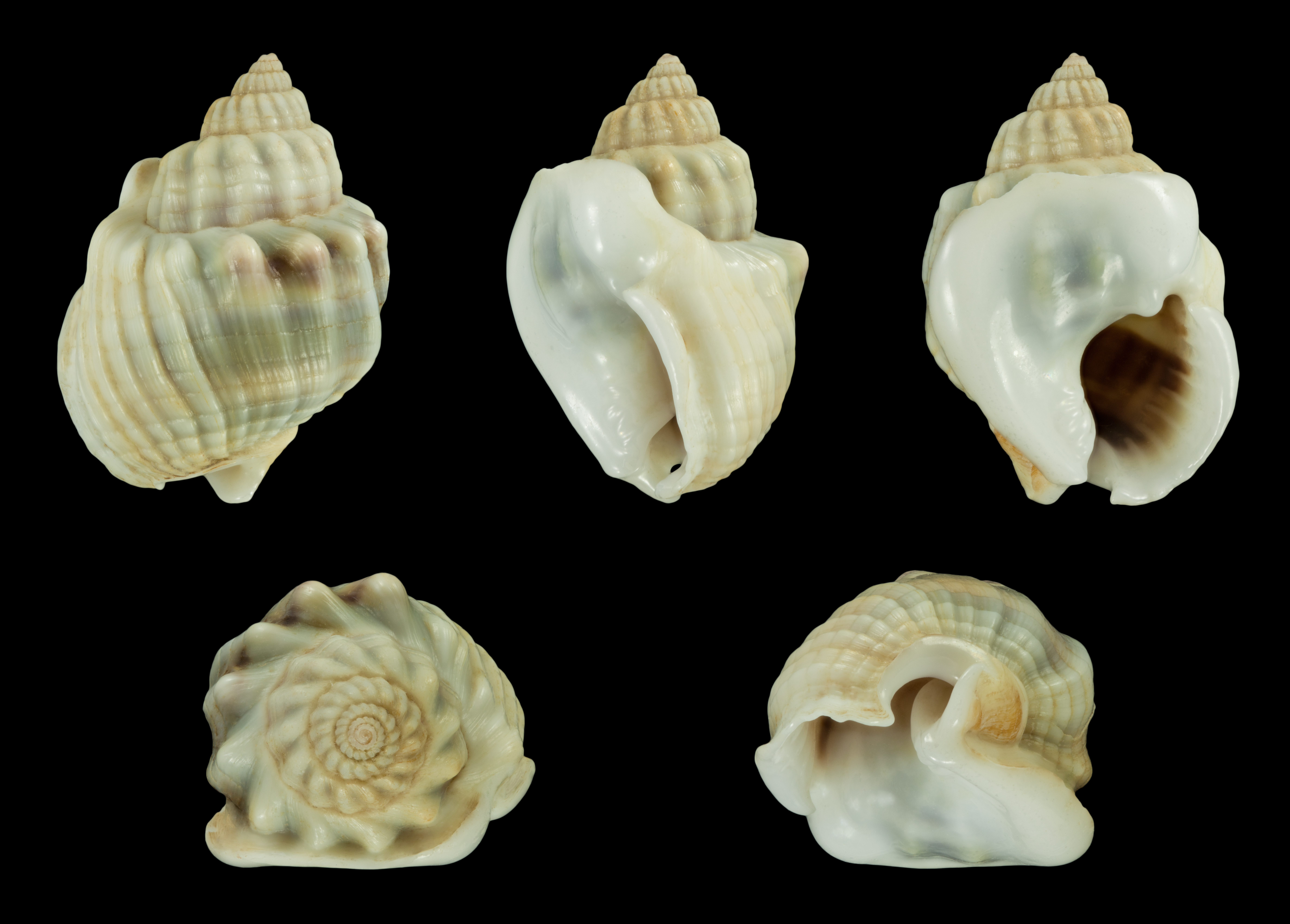
Nassarius (Nassarius) arcularia
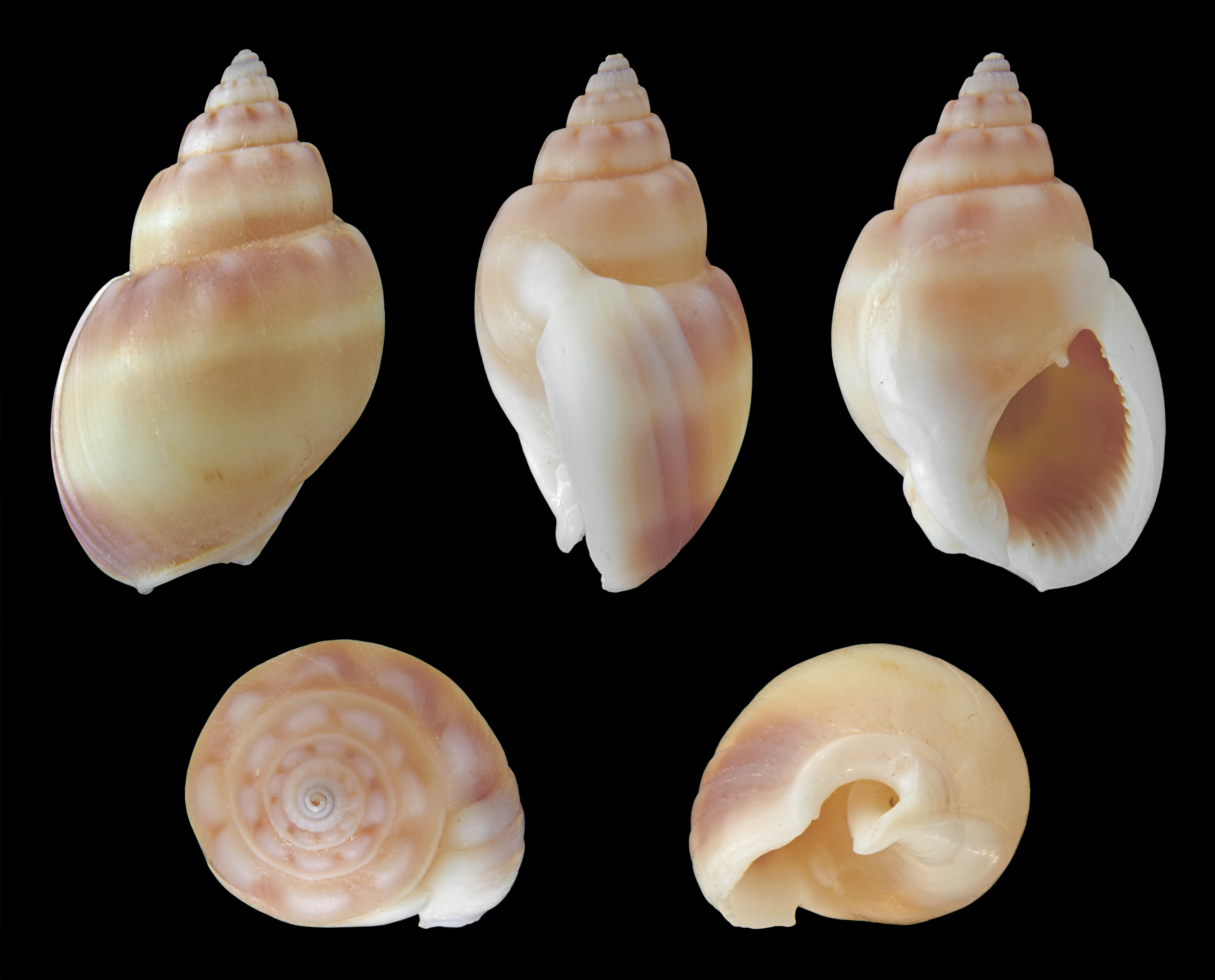
Nassarius (Nassarius) coronatus
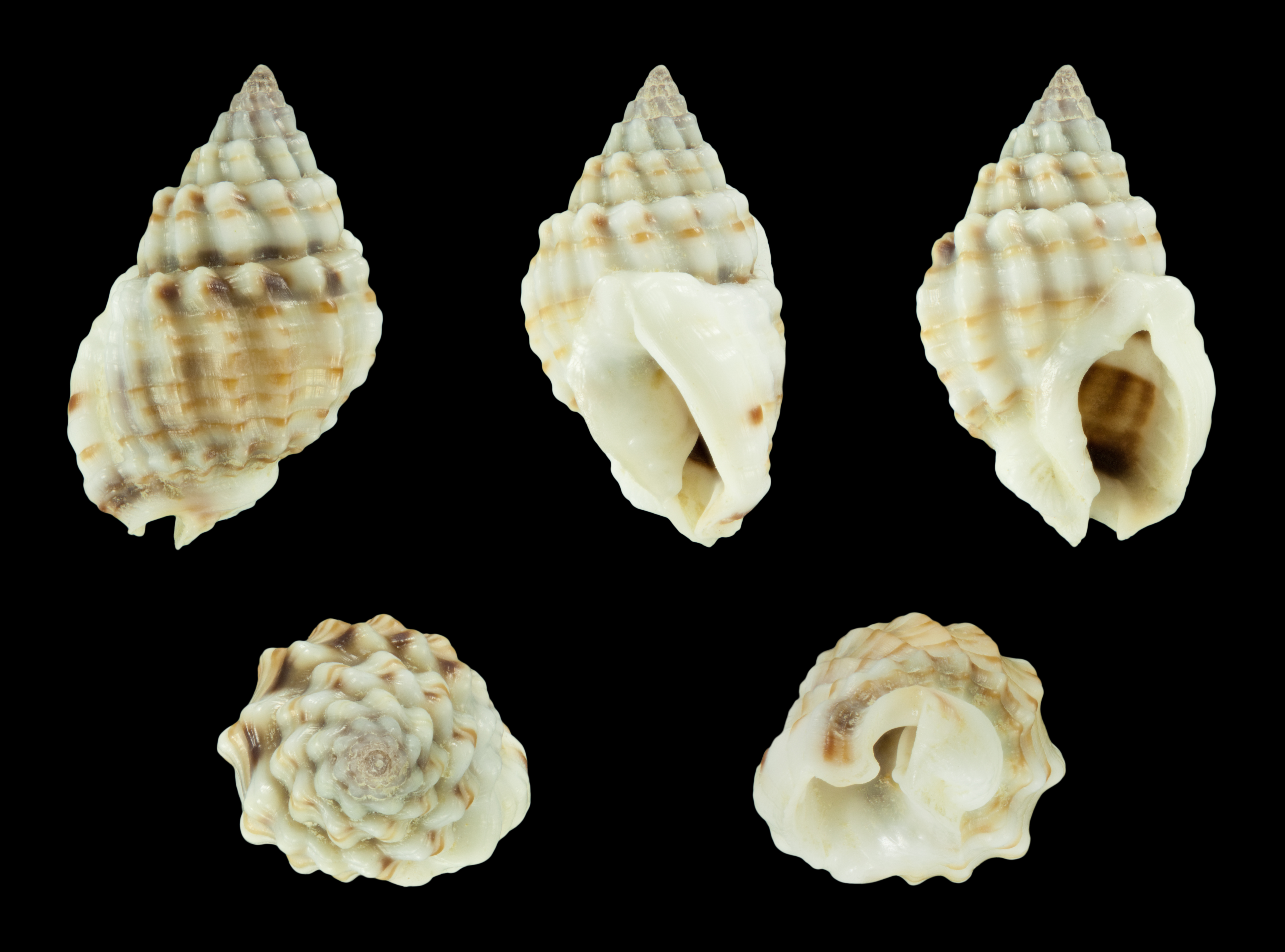
Nassarius (Nassarius) crenoliratus
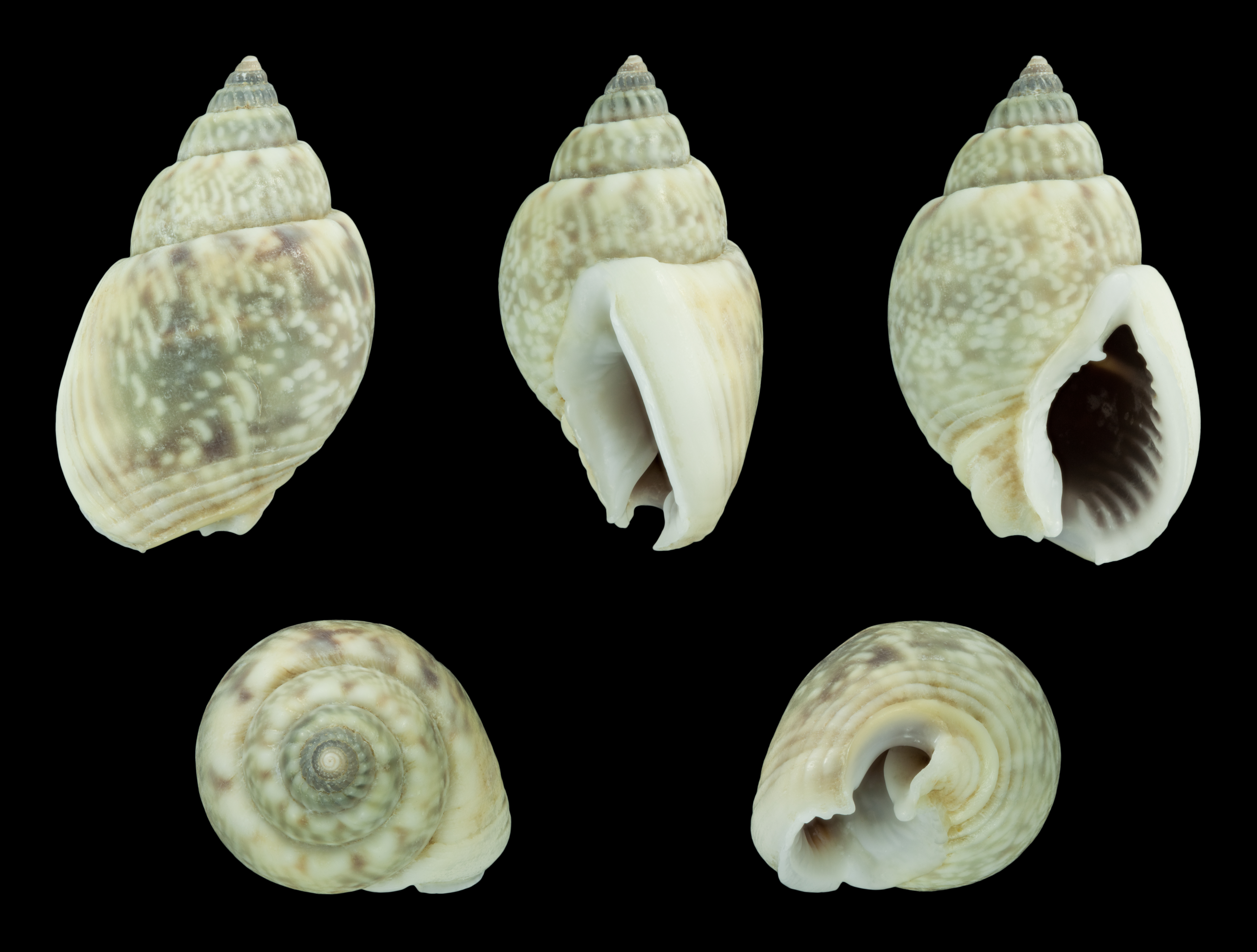
Nassarius (Nassarius) graphiterus
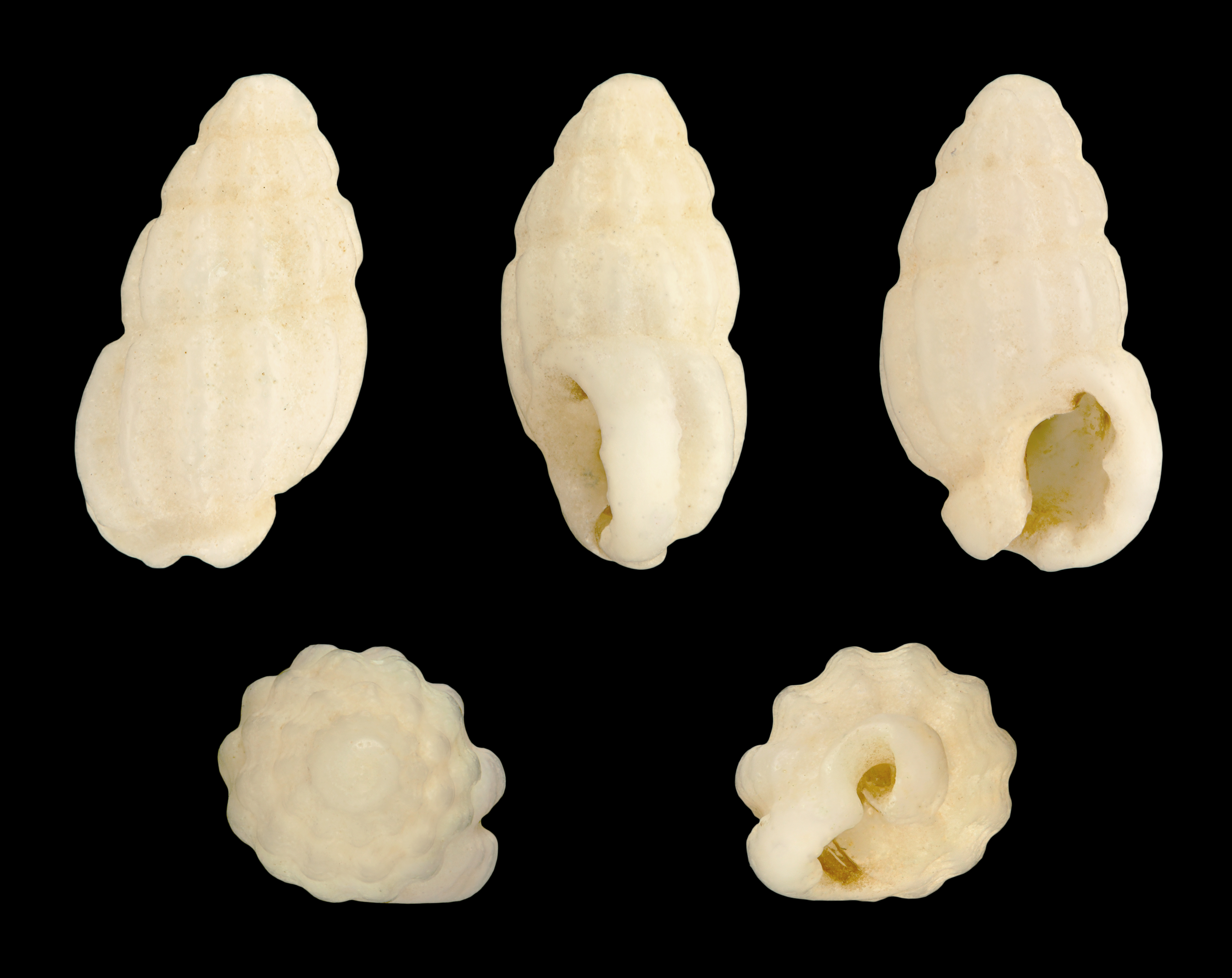
Nassarius (Nassarius) gregarius
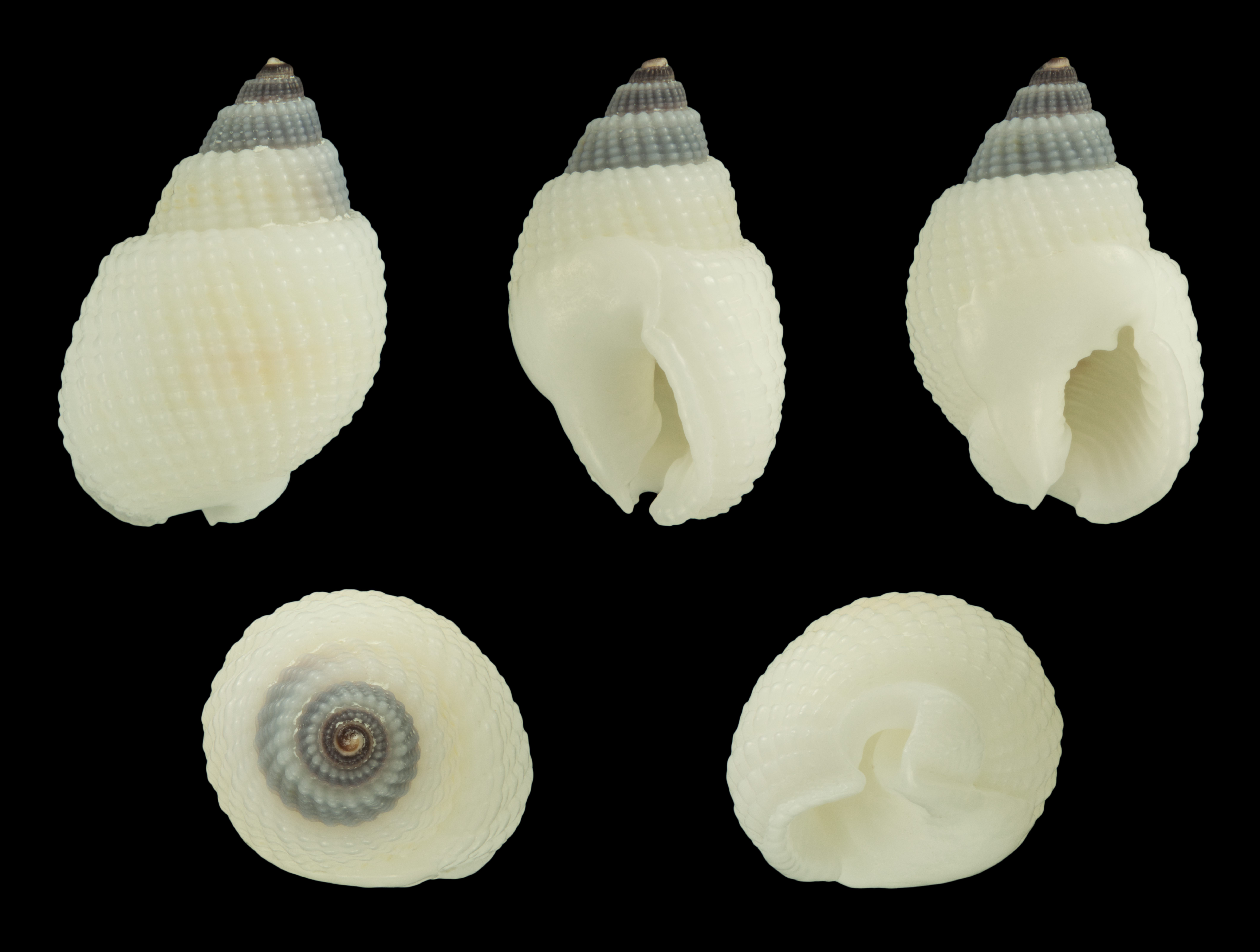
Nassarius (Niotha) albescens albescens
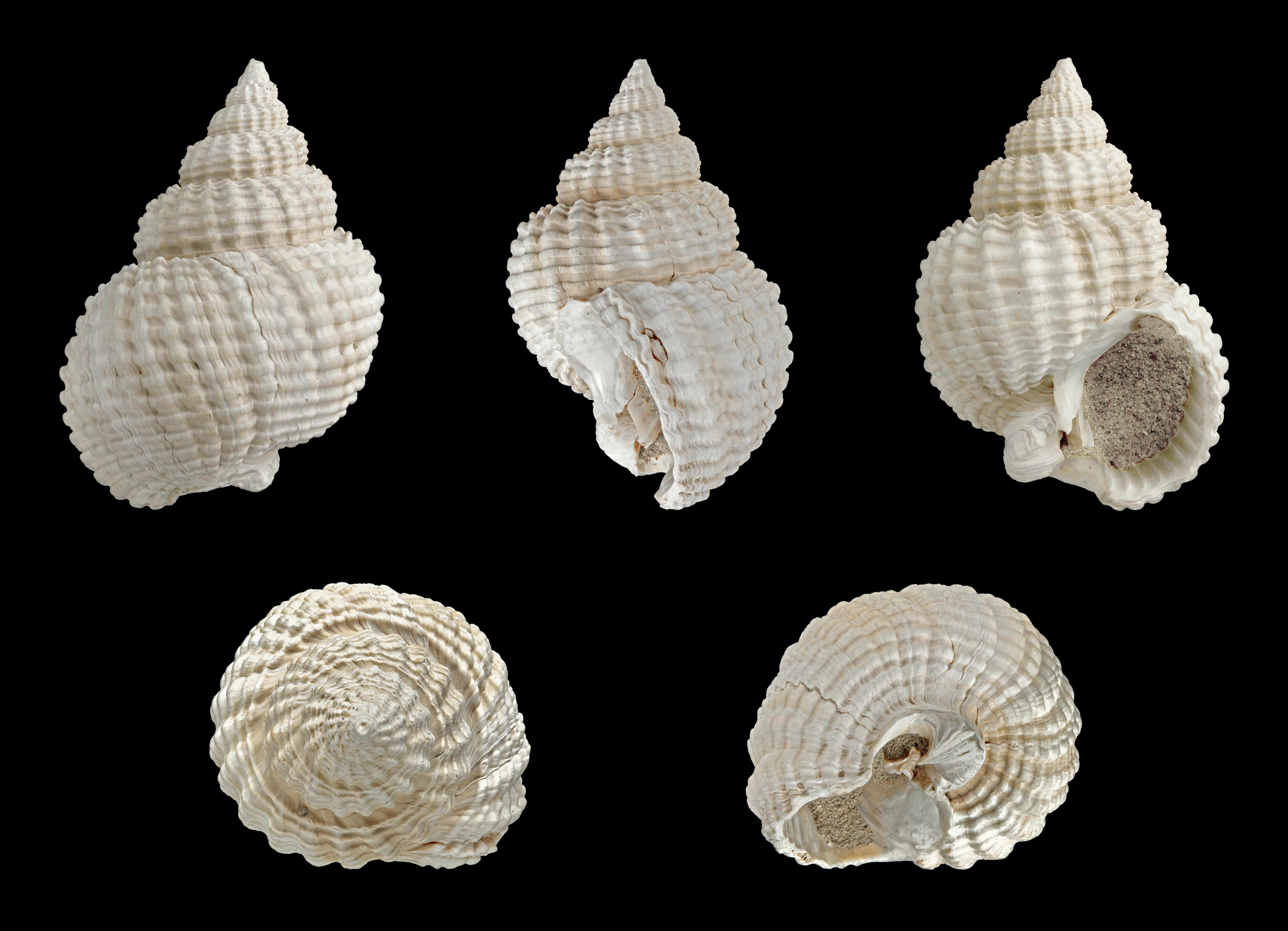
Nassarius (Niotha) conoidalis (fossil)
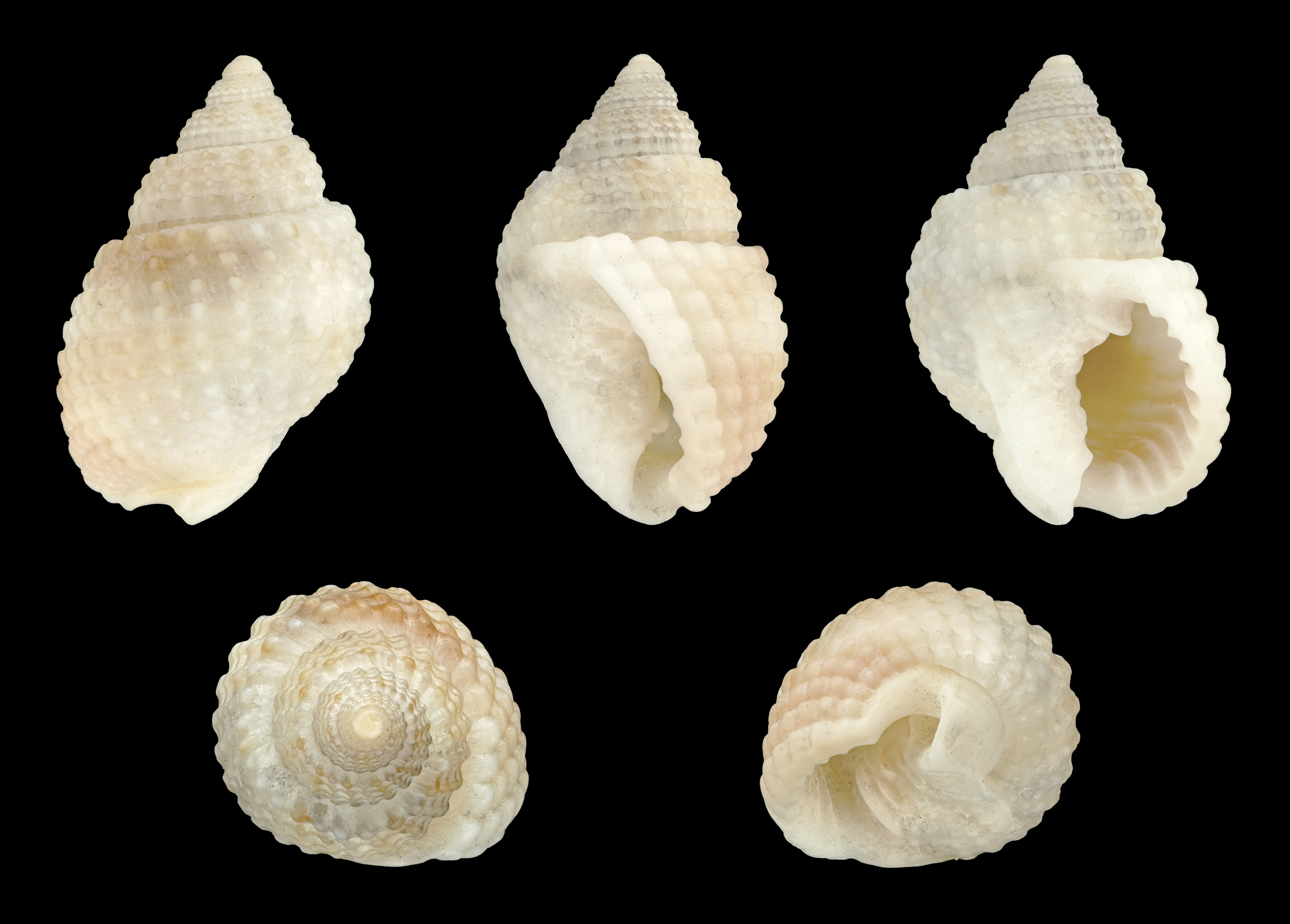
Nassarius (Niotha) conoidalis conoidalis
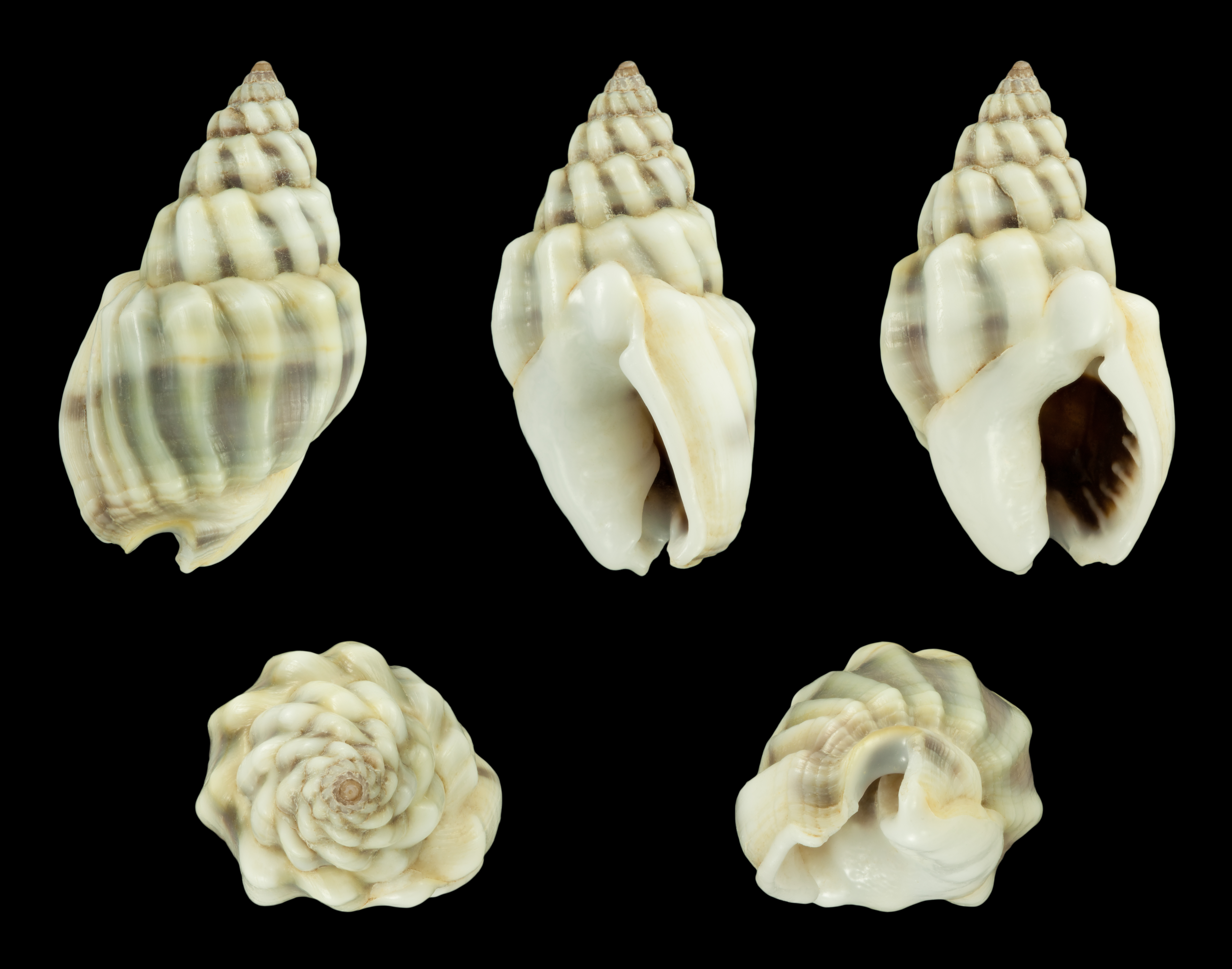
Nassarius (Niotha) coronulus
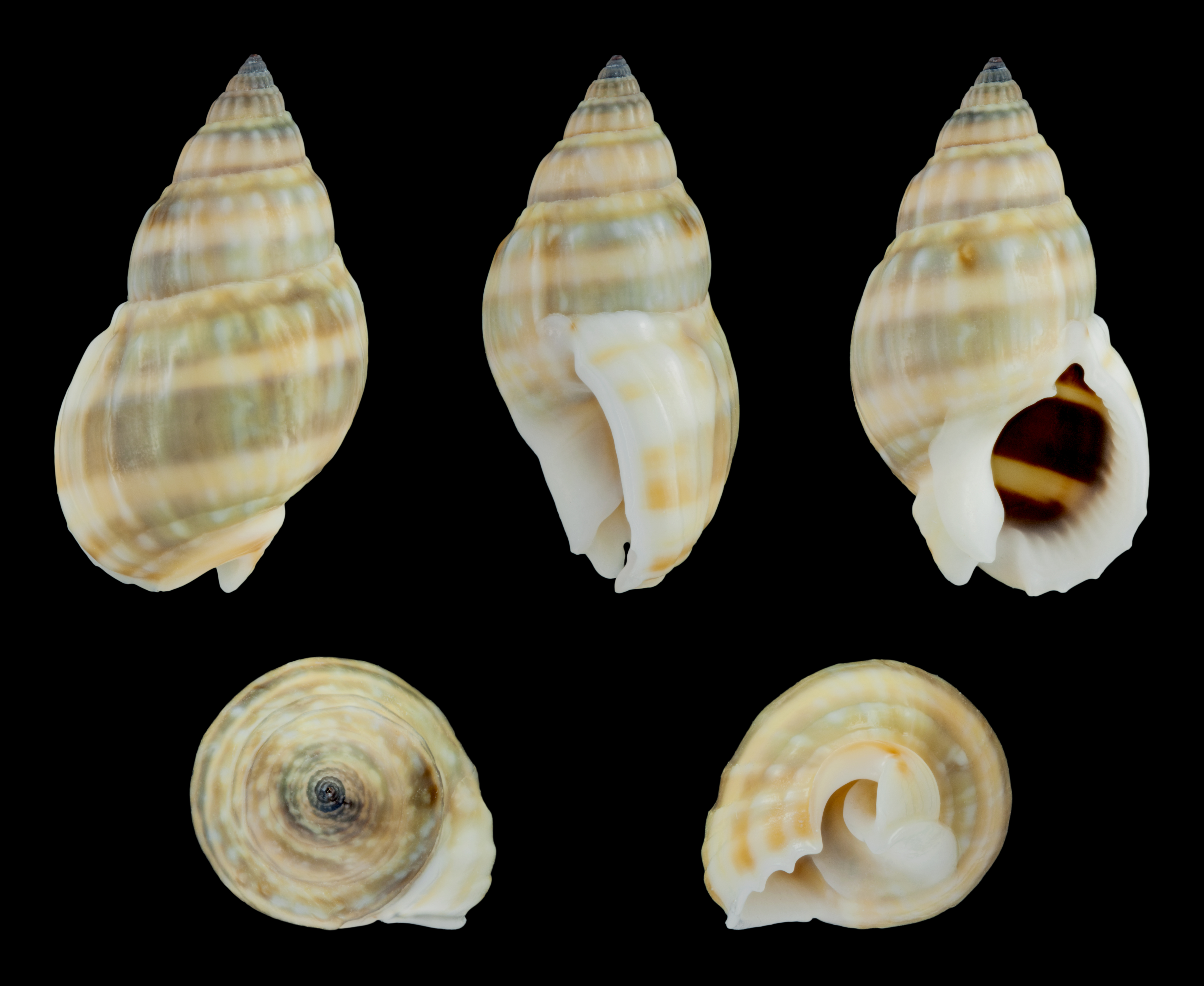
Nassarius (Niotha) distortus (Smooth form)
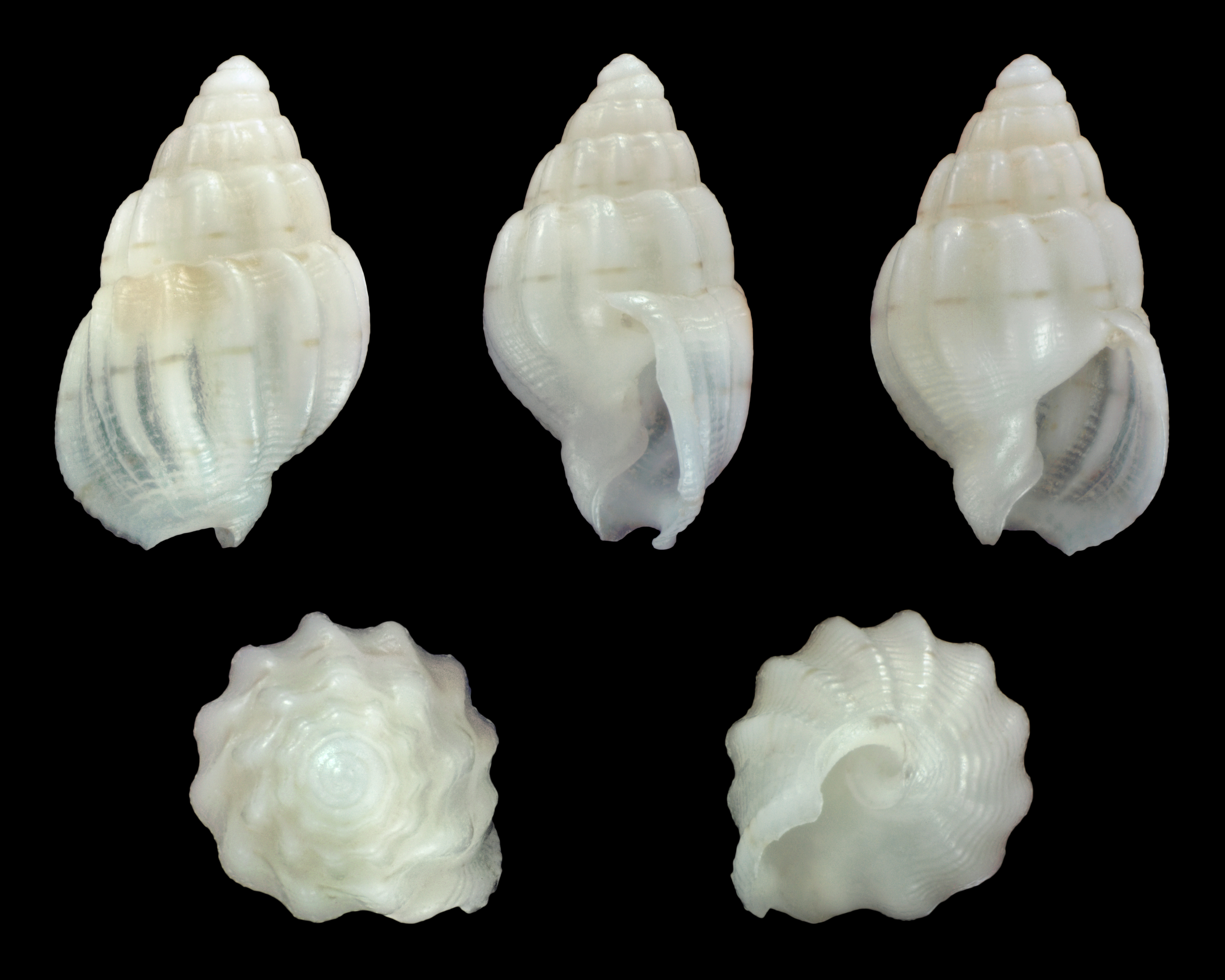
Nassarius (Niotha) ecstilbus
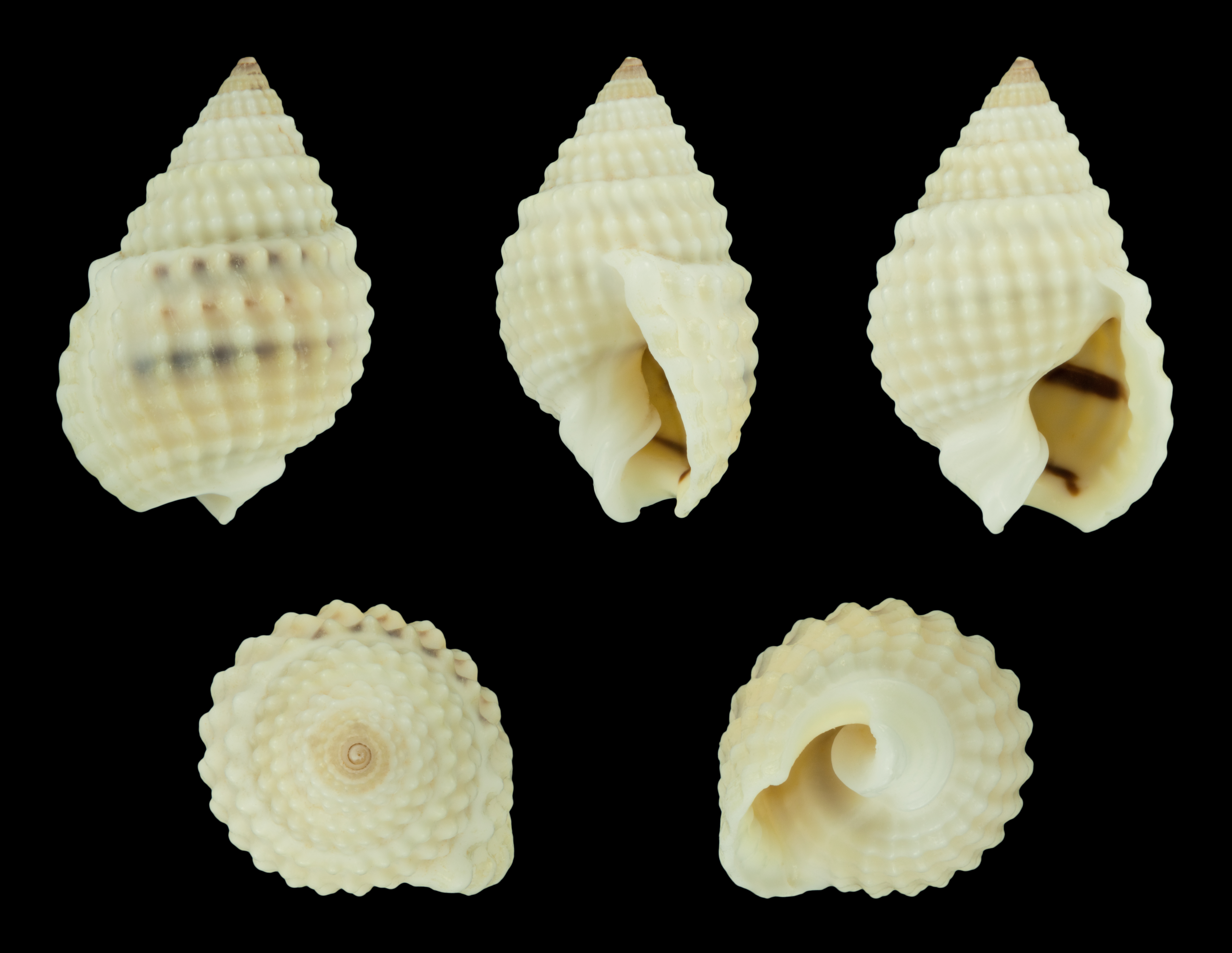
Nassarius (Niotha) gruneri
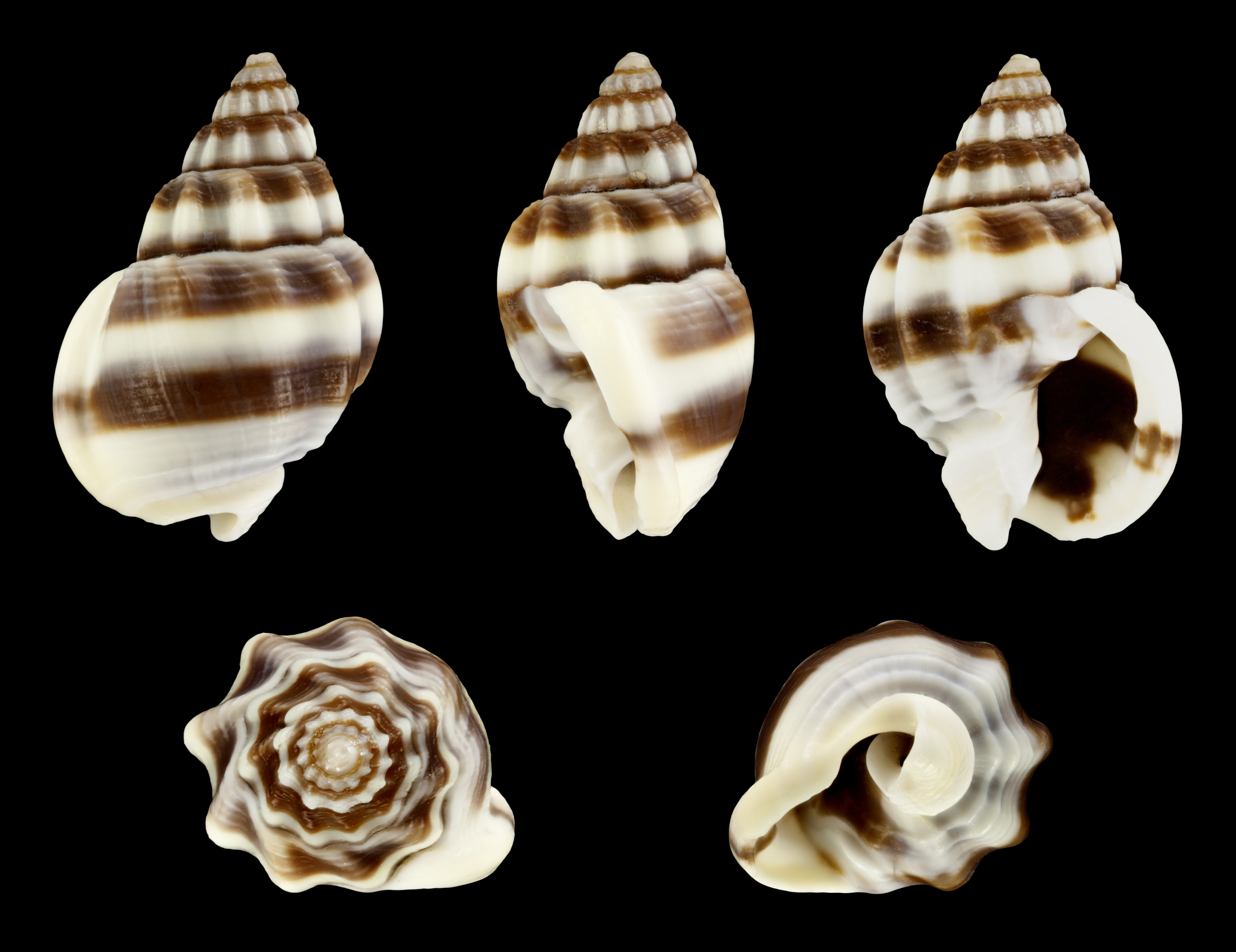
Nassarius (Niotha) jacksonianus
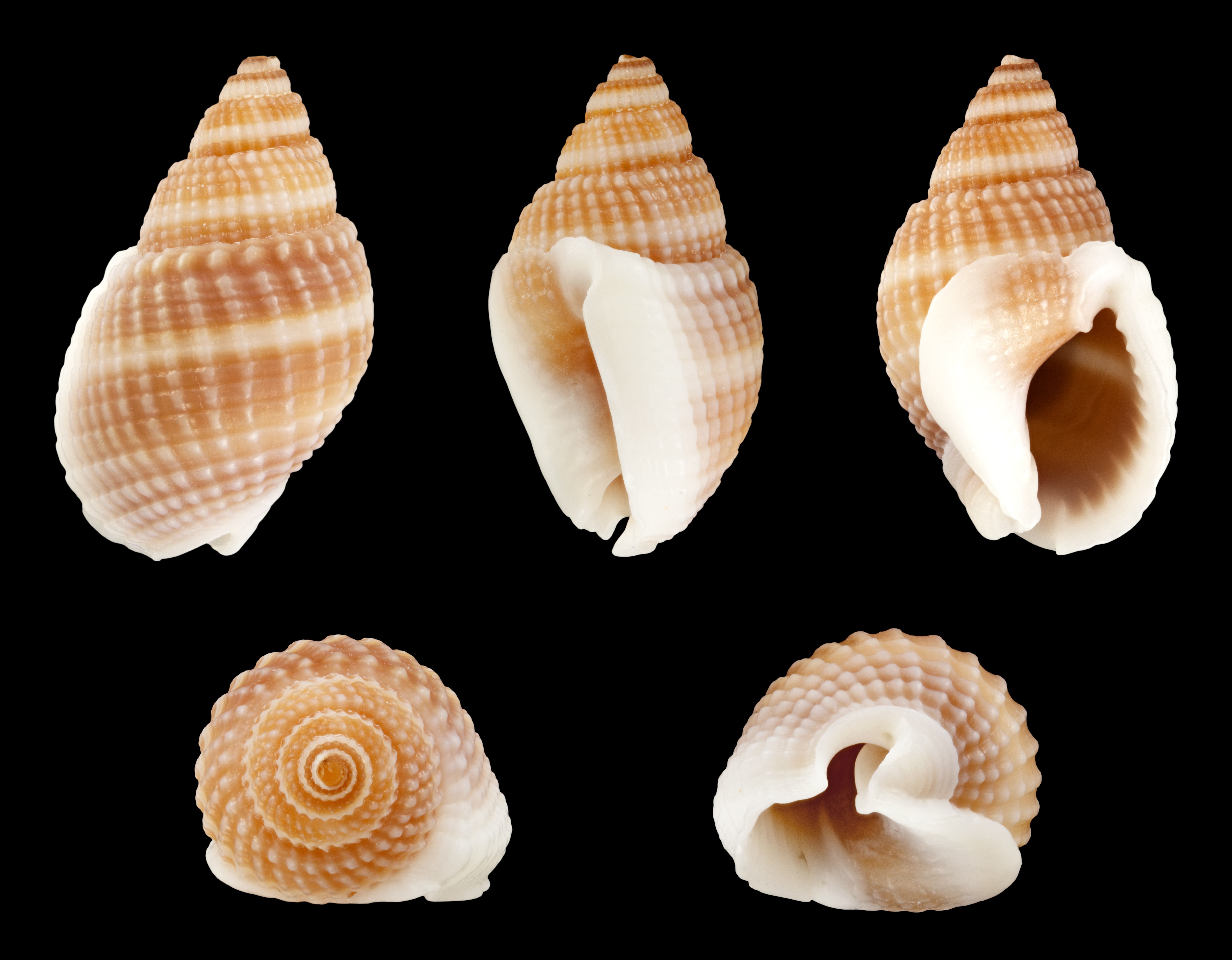
Nassarius (Niotha) livescens
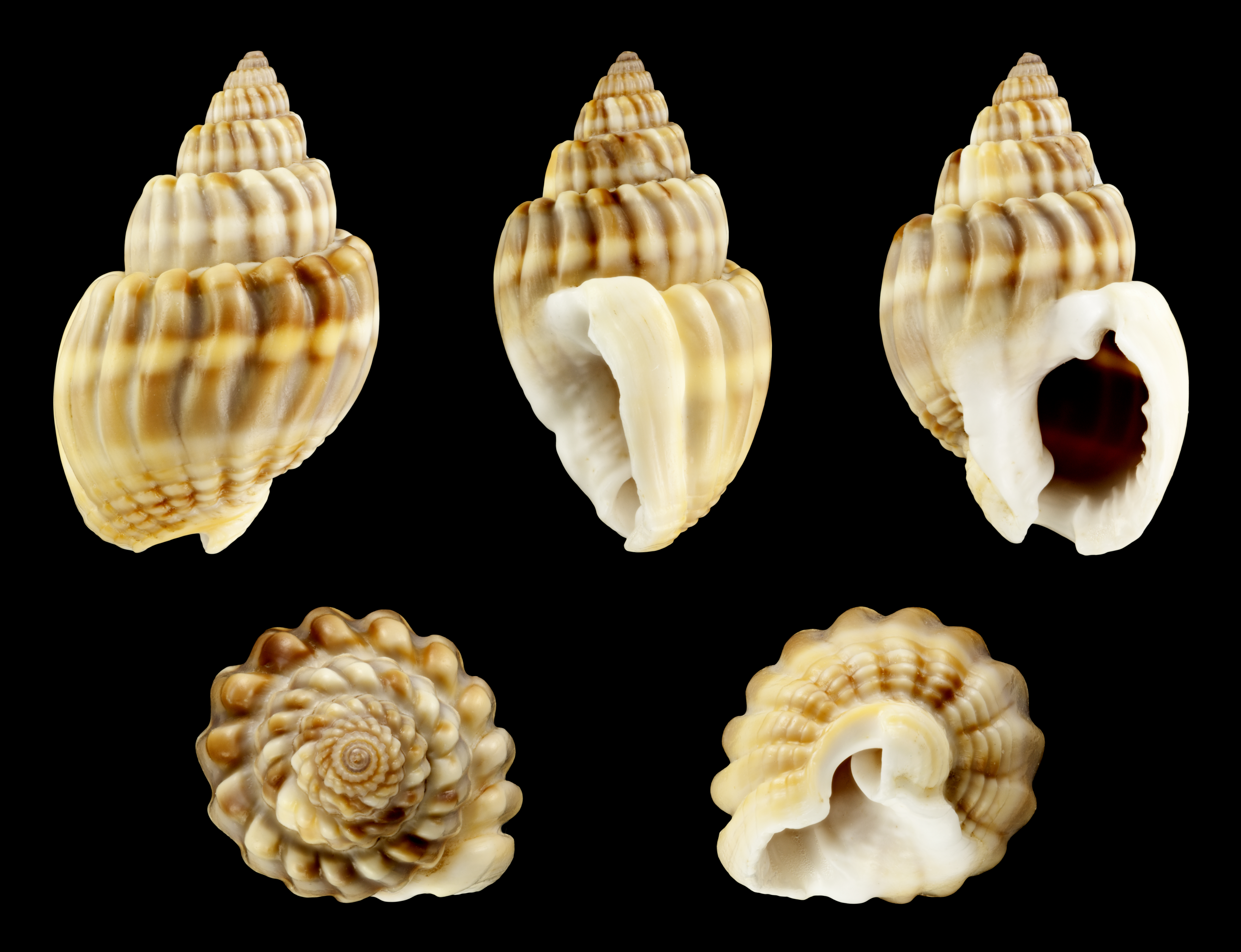
Nassarius (Niotha) nodiferus
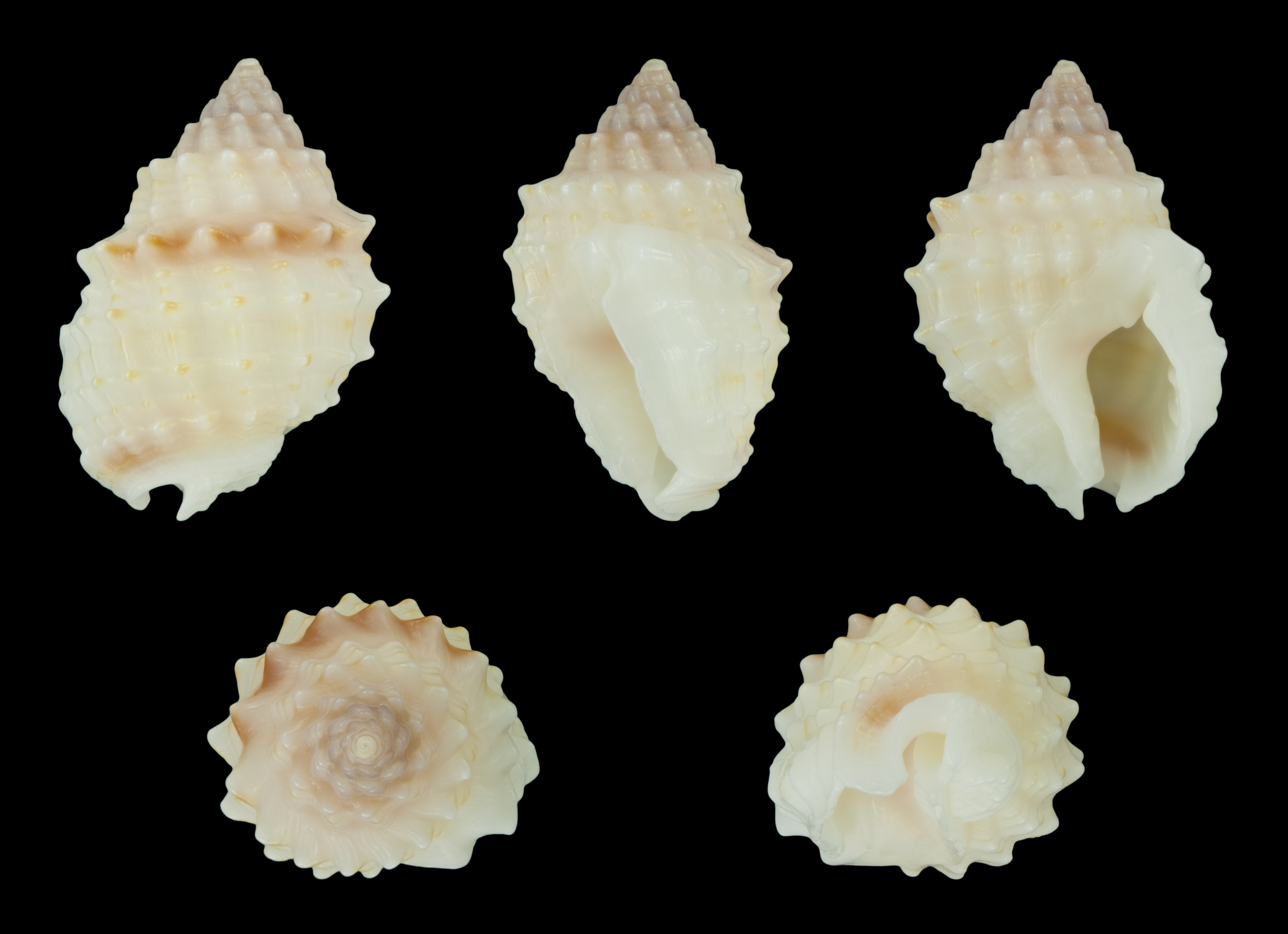
Nassarius (Niotha) quadrasi
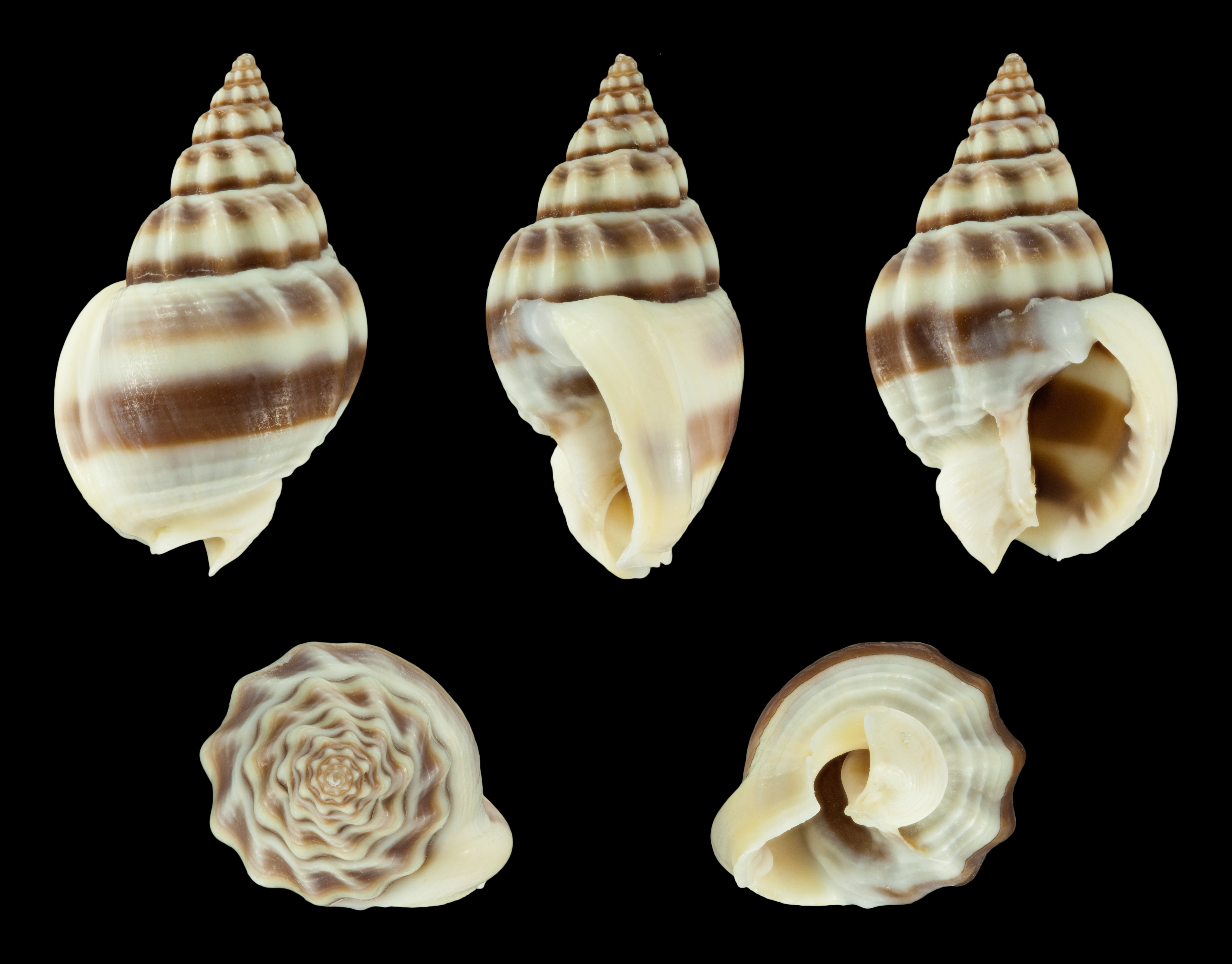
Nassarius (Niotha) stolatus
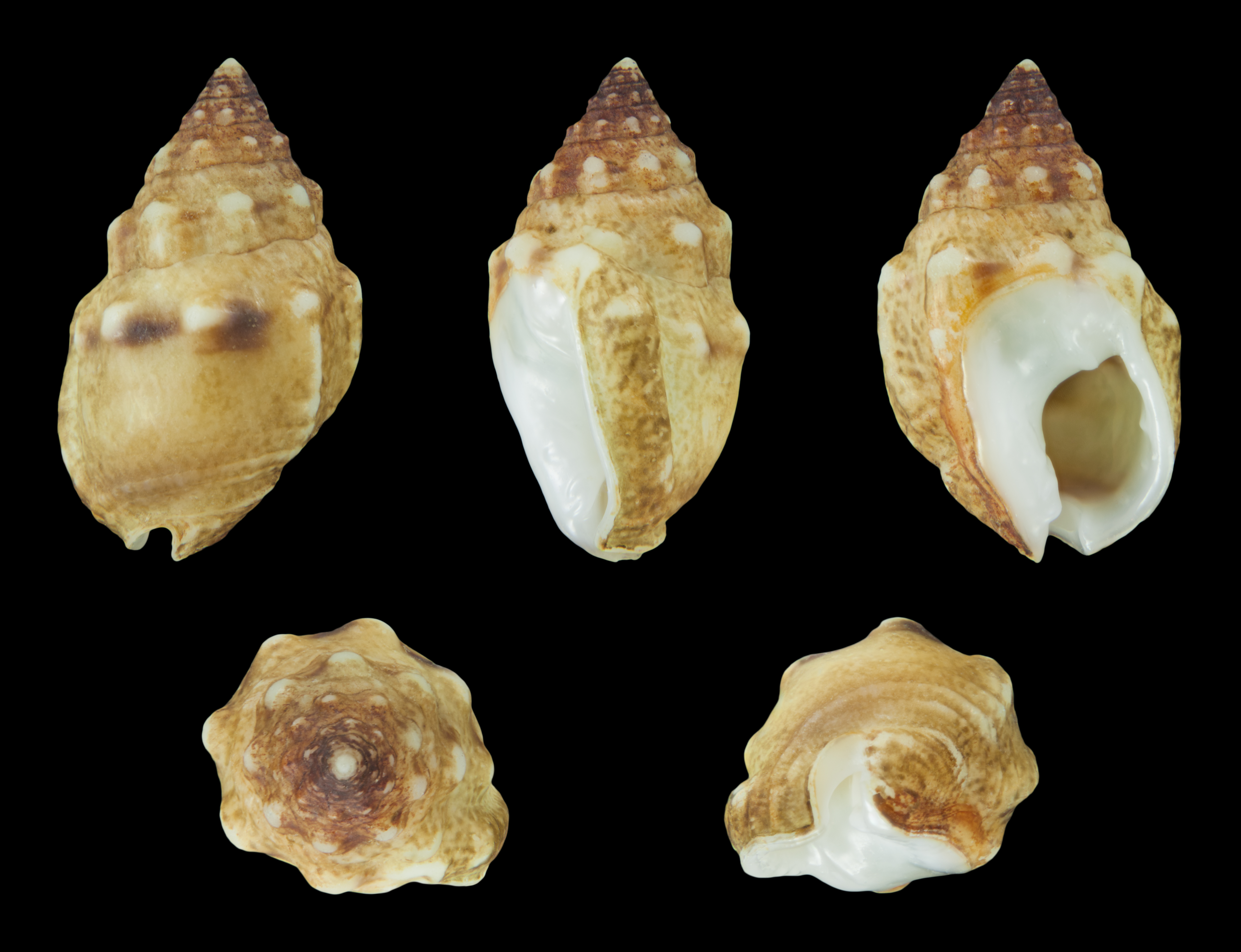
Nassarius (Niotha) tiarula
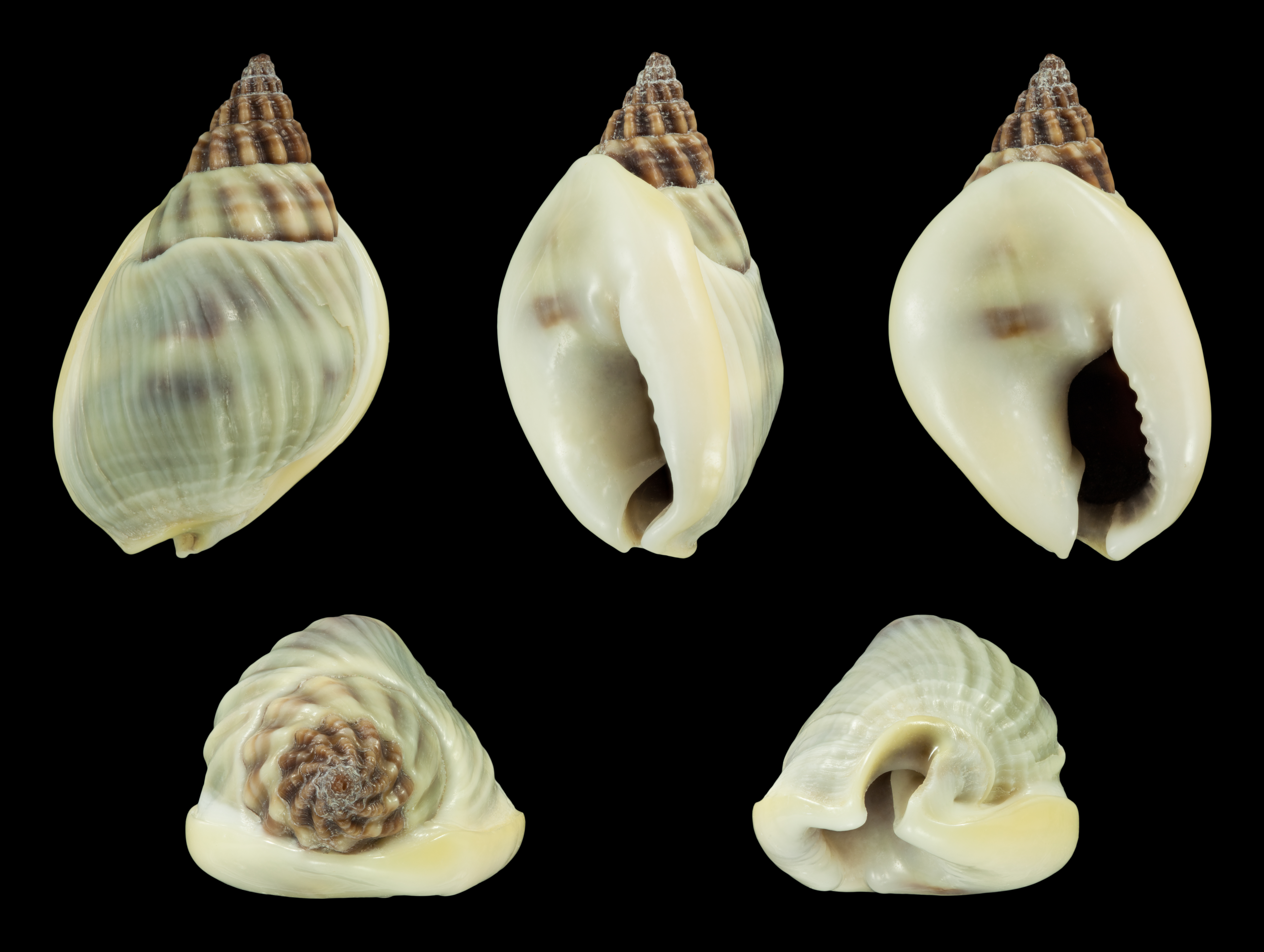
Nassarius (Plicarcularia) bellulus
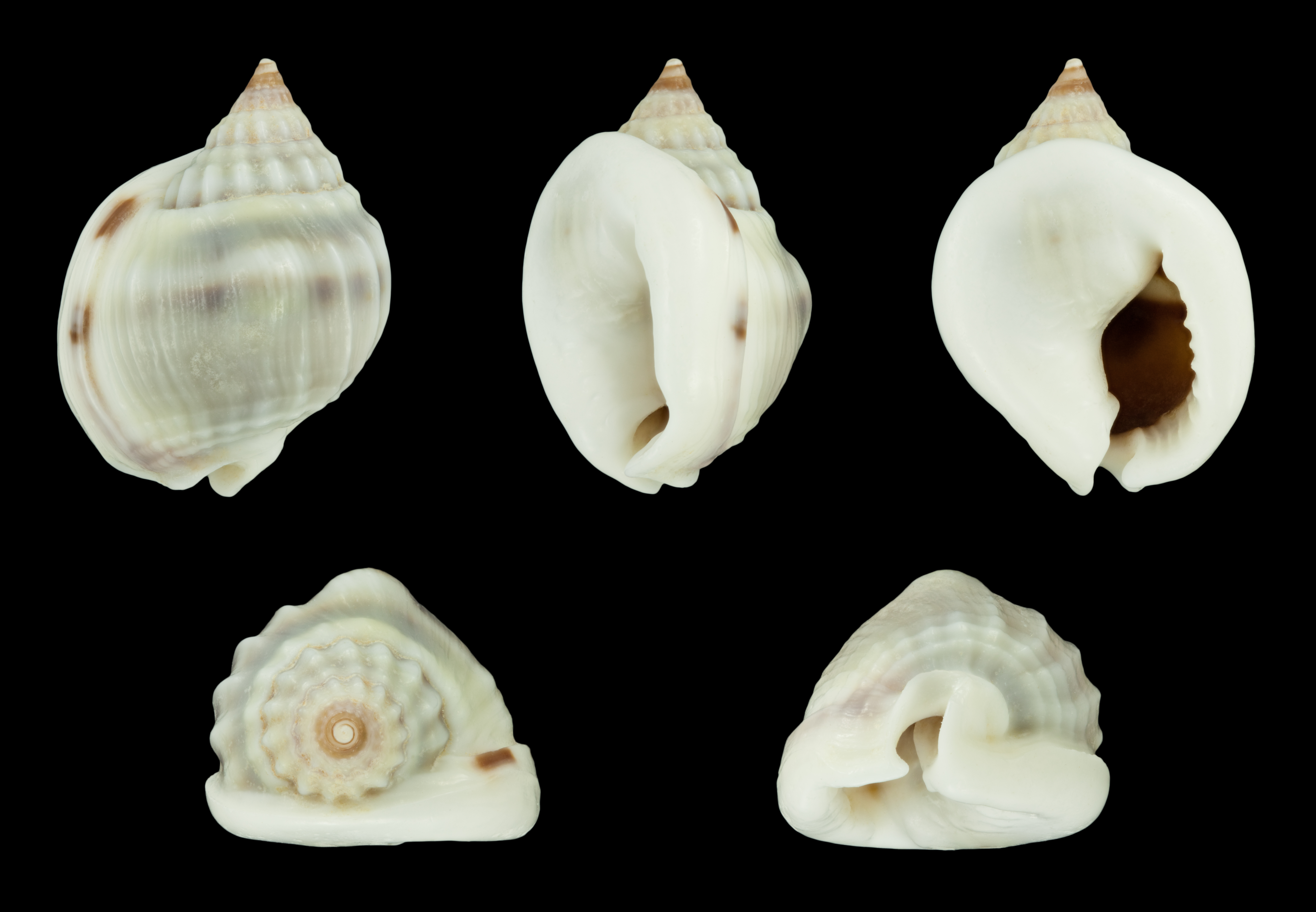
Nassarius (Plicarcularia) bimaculosus
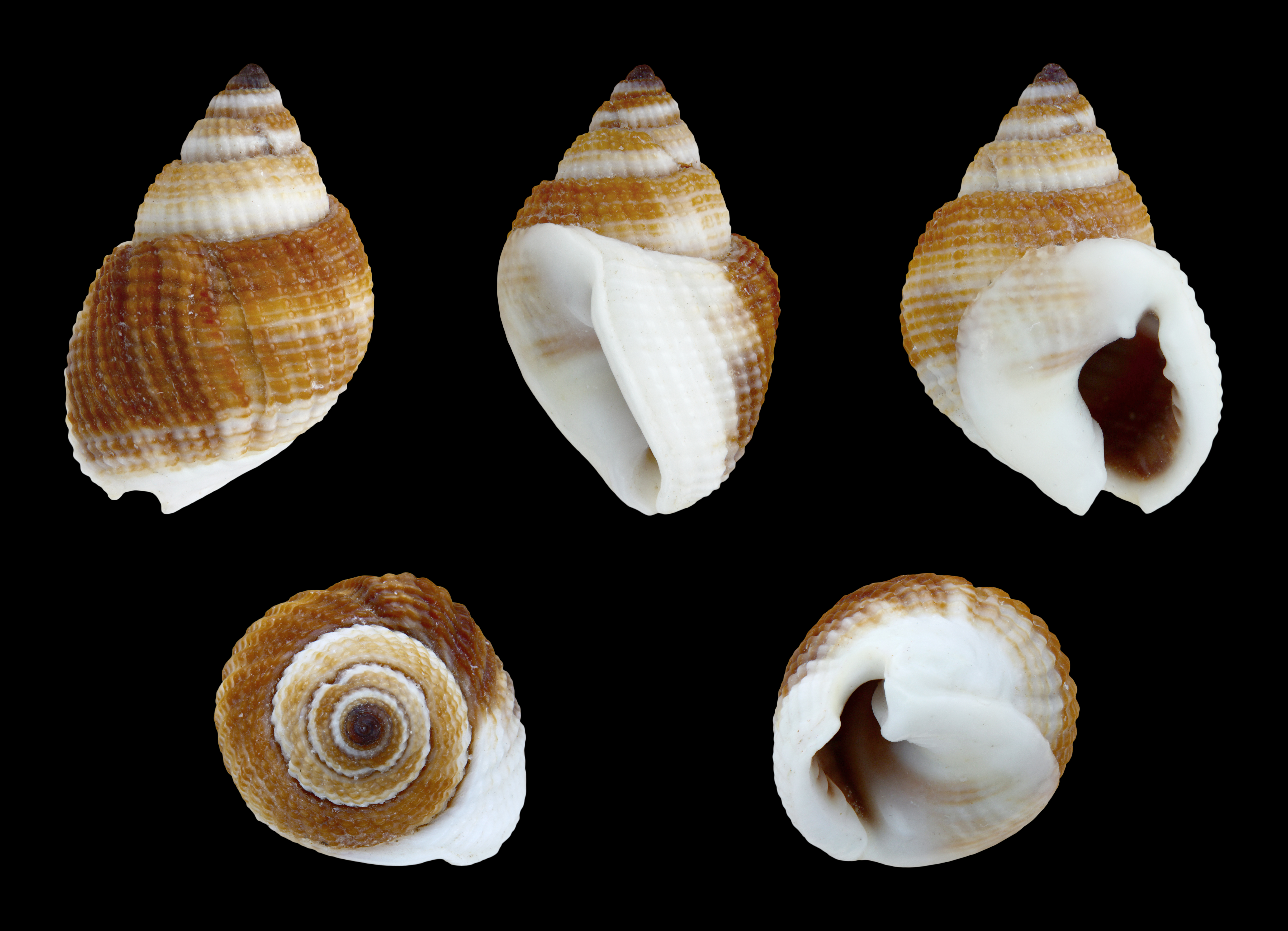
Nassarius (Plicarcularia) elegantissimus
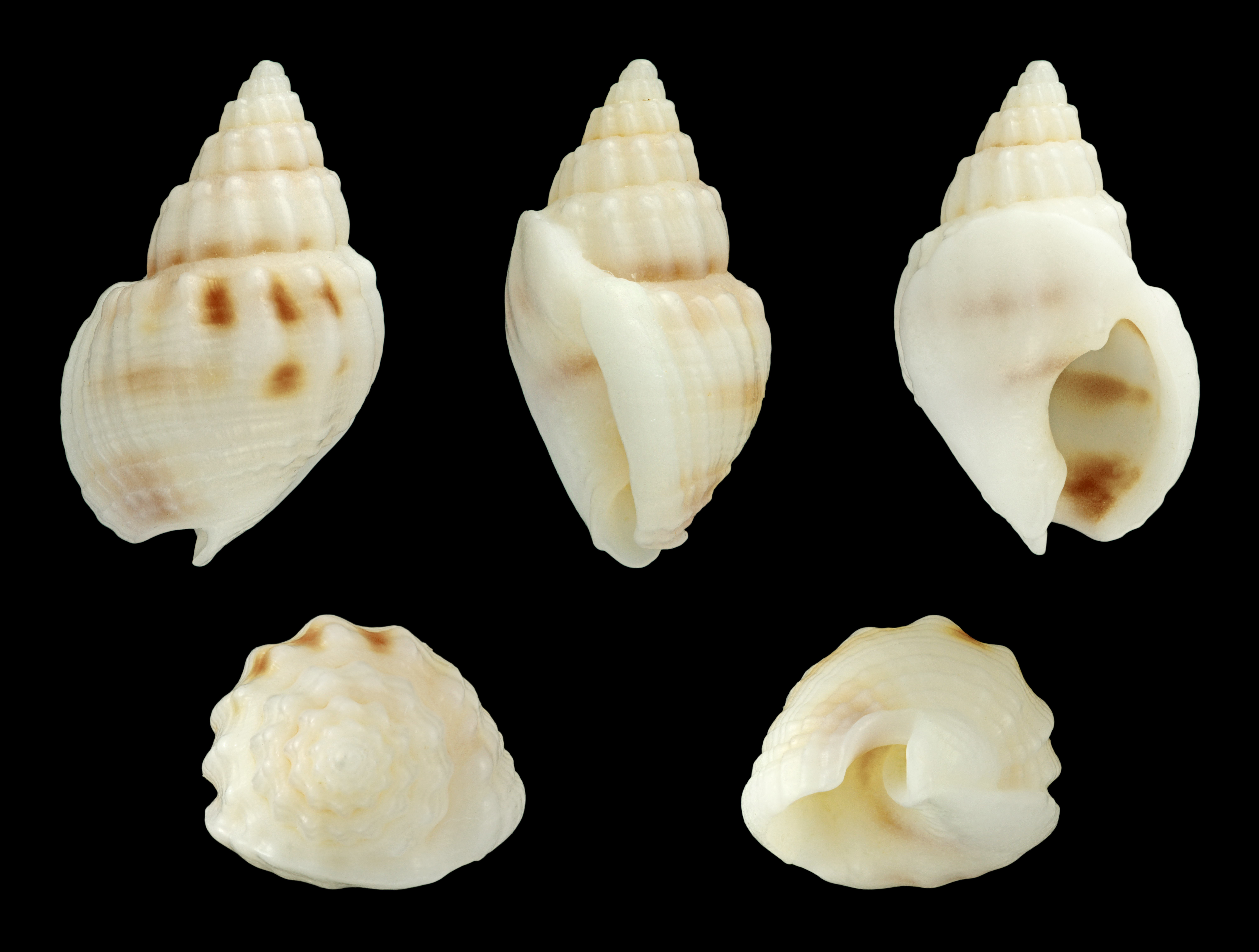
Nassarius (Plicarcularia) fissilabris
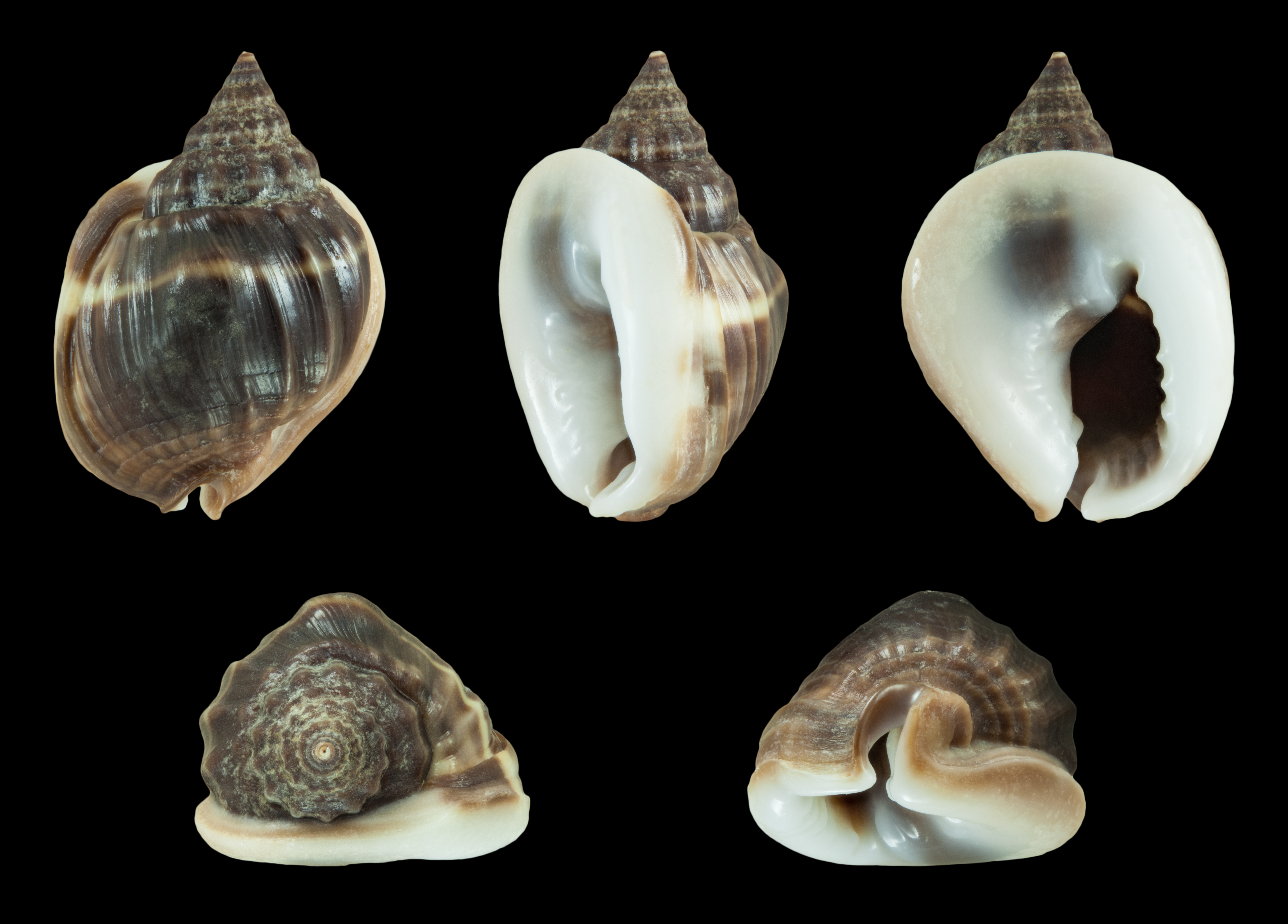
Nassarius (Plicarcularia) pullus
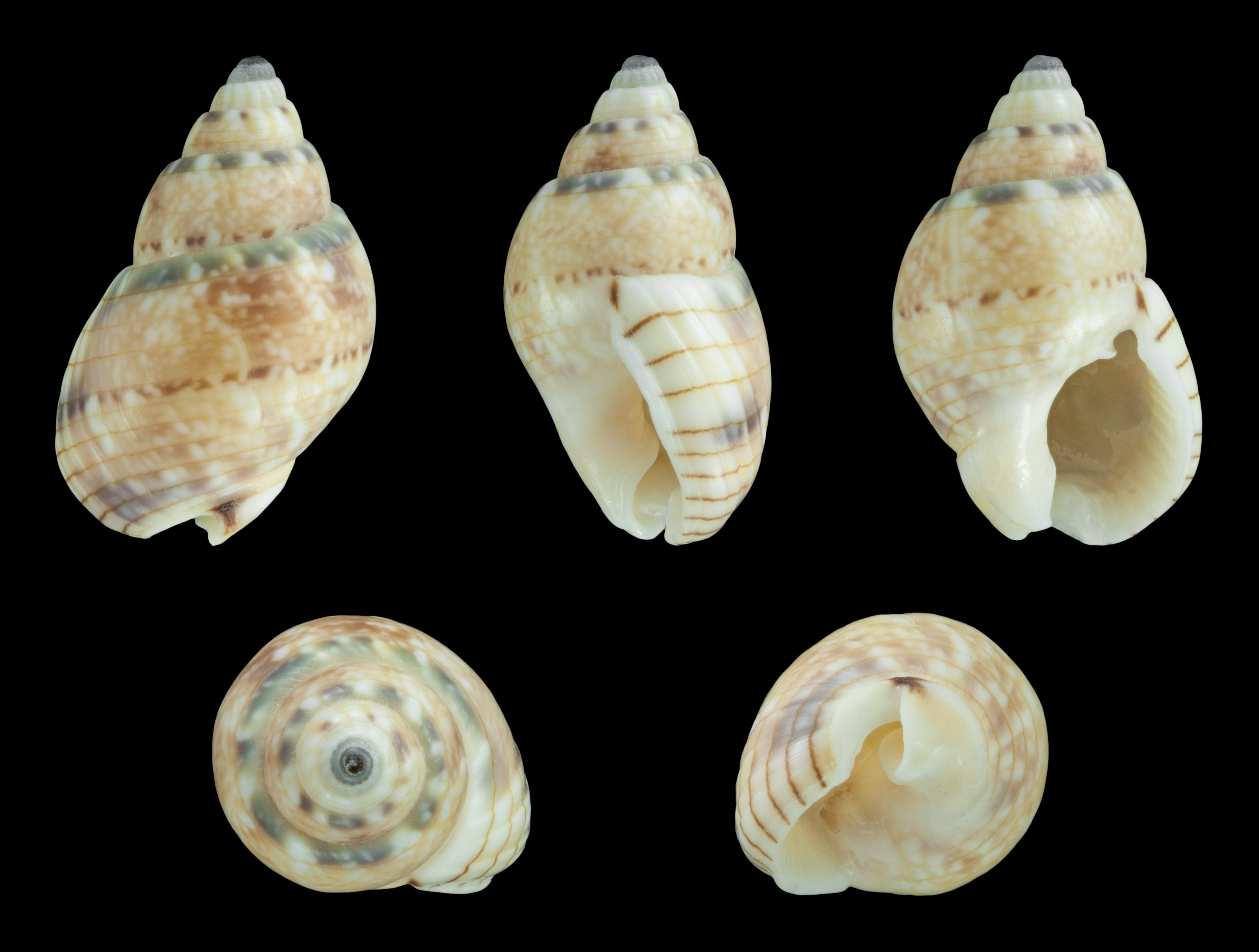
Nassarius (Telasco) limnaeiformis
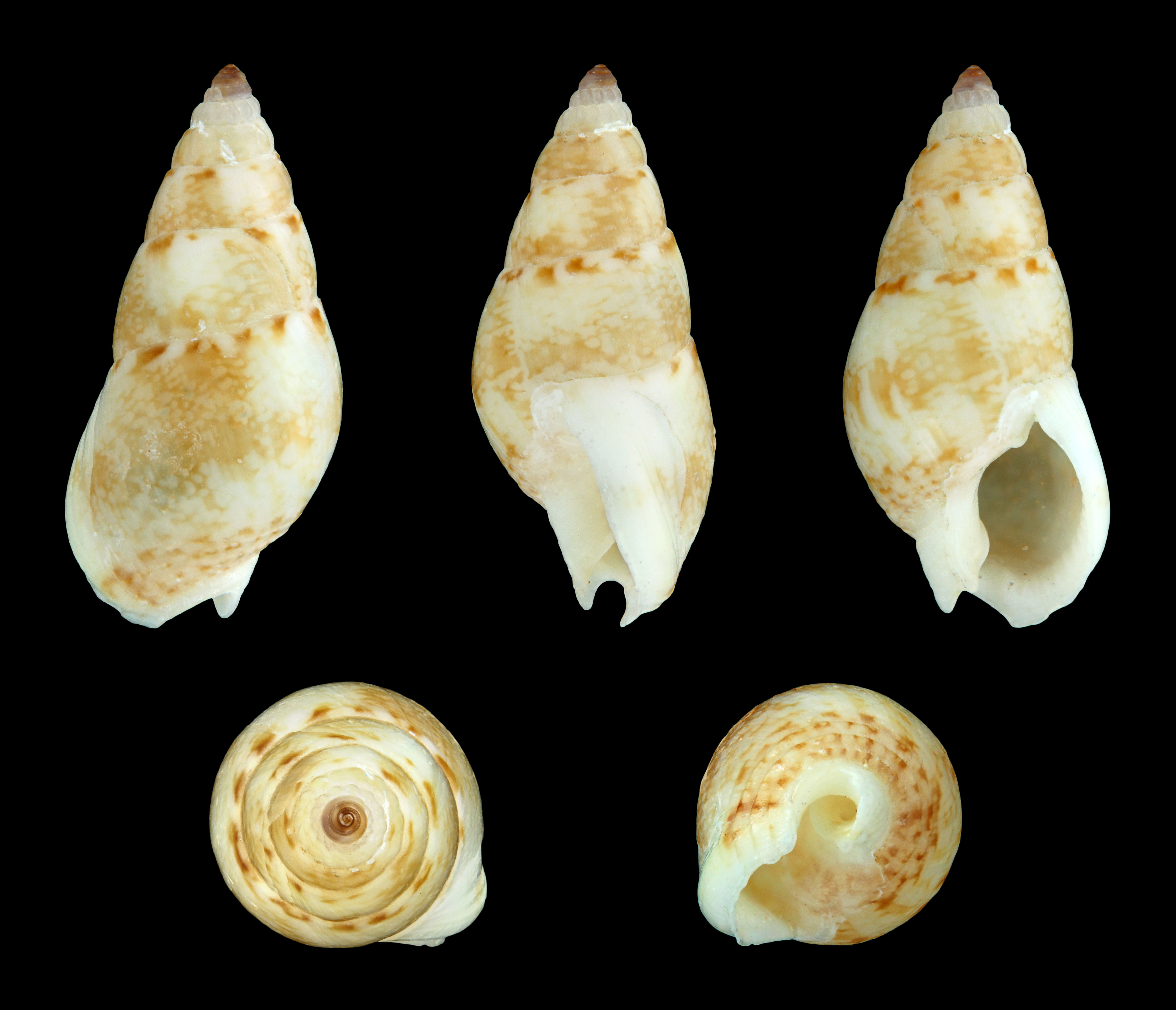
Nassarius (Telasco) multipunctatus
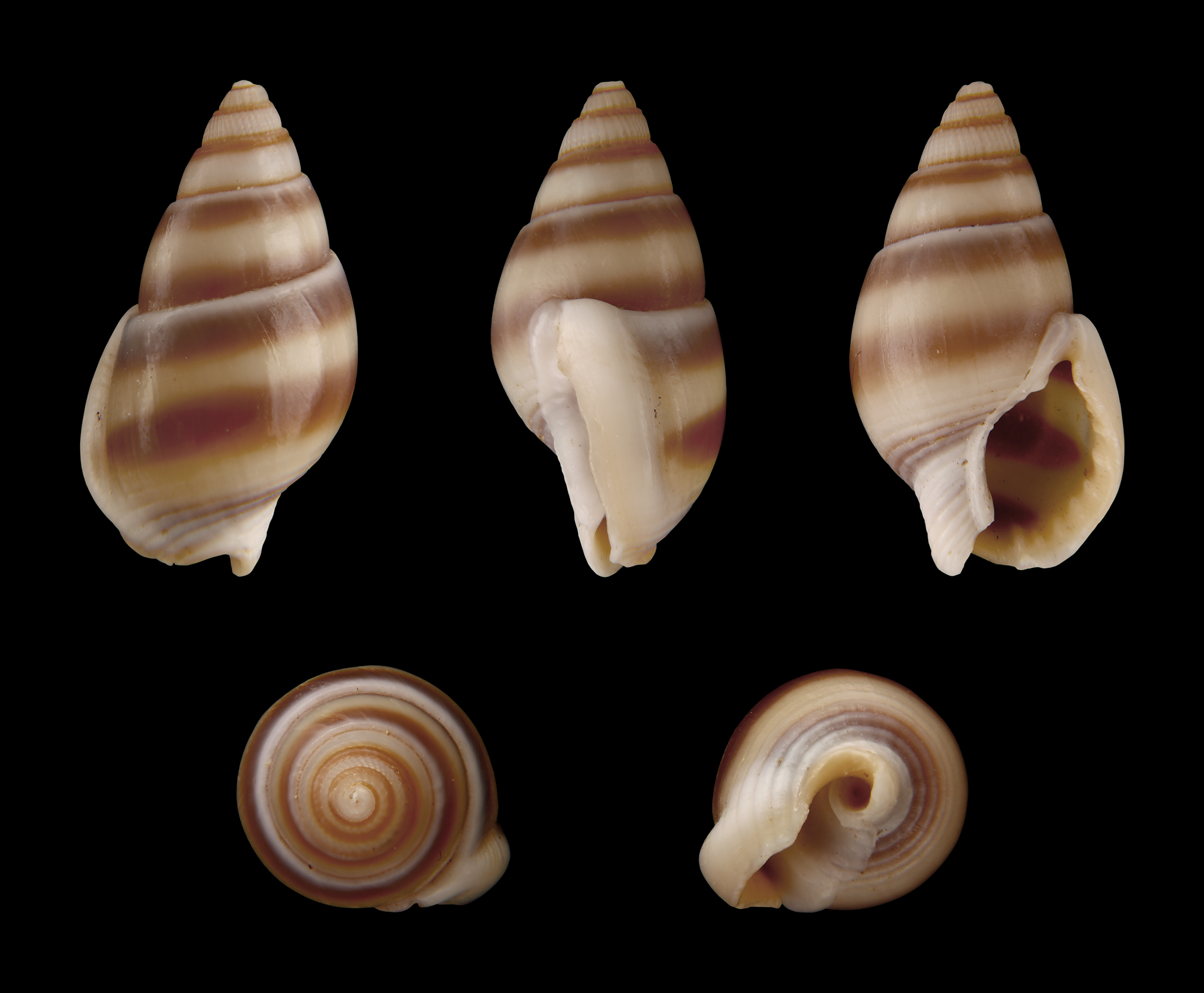
Nassarius (Telasco) reeveanus f. zonalis
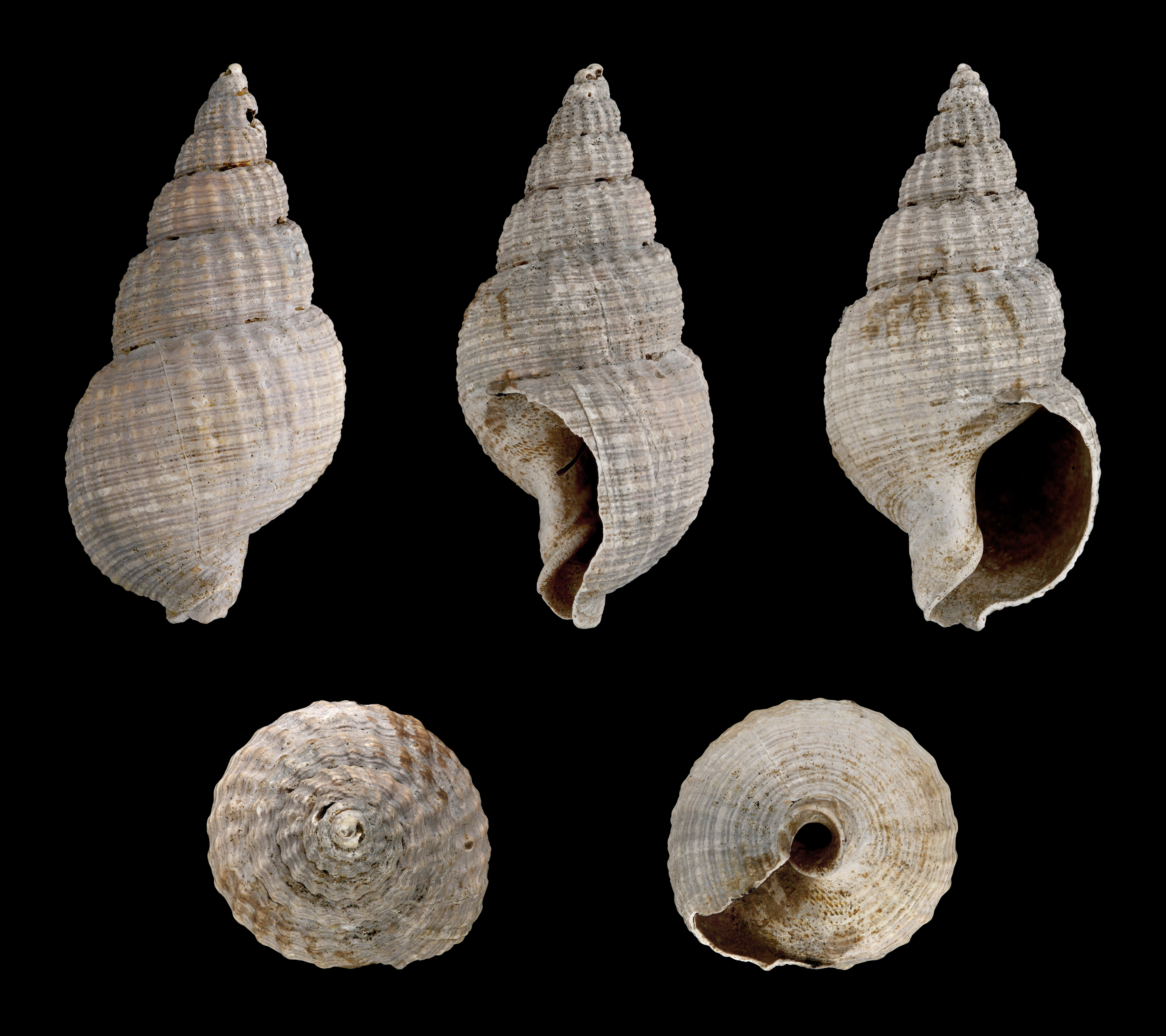
Nassarius (Uzita) reticosus
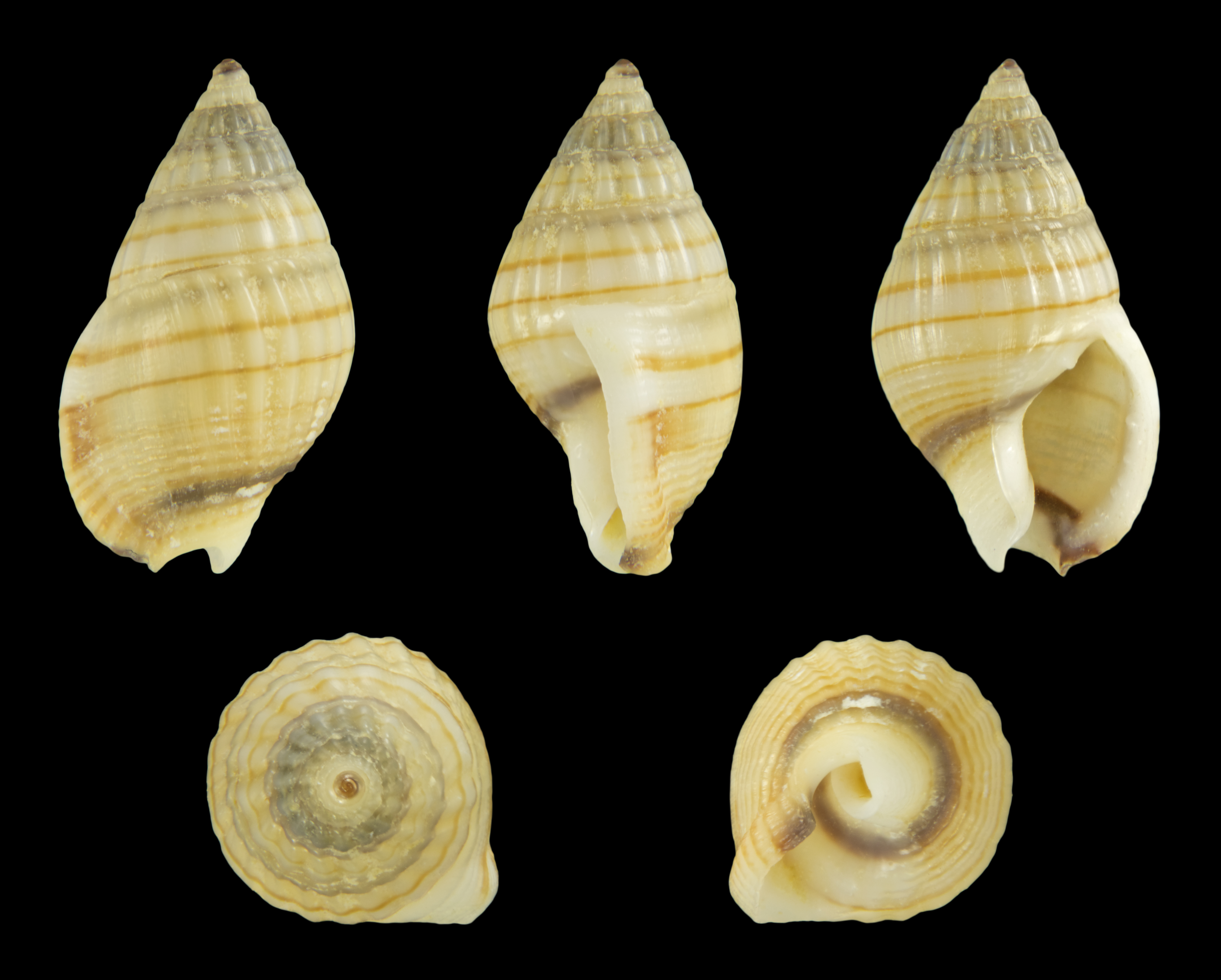
Nassarius (Zeuxis) celebensis
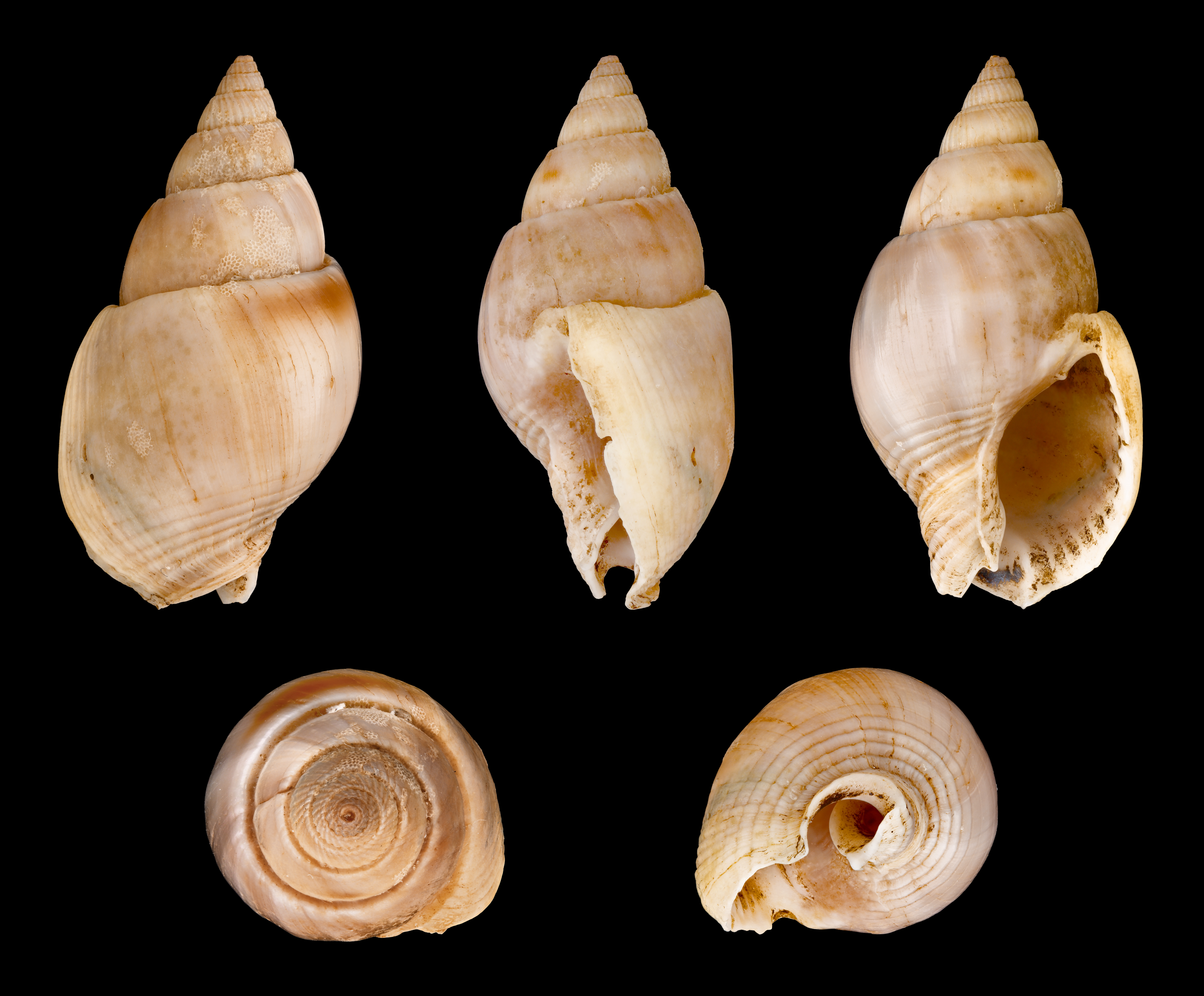
Nassarius (Zeuxis) dorsatus
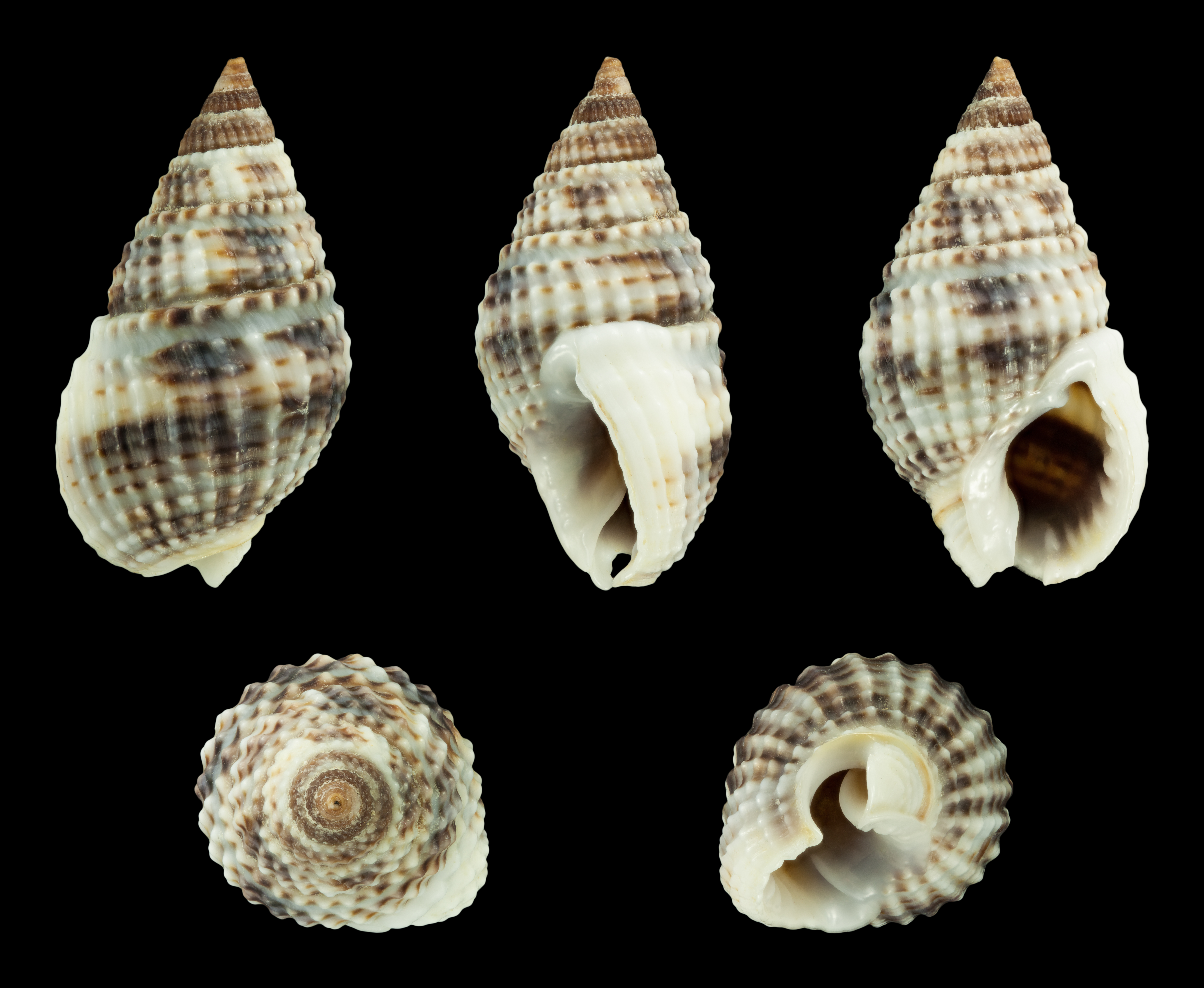
Nassarius (Zeuxis) margaritifer
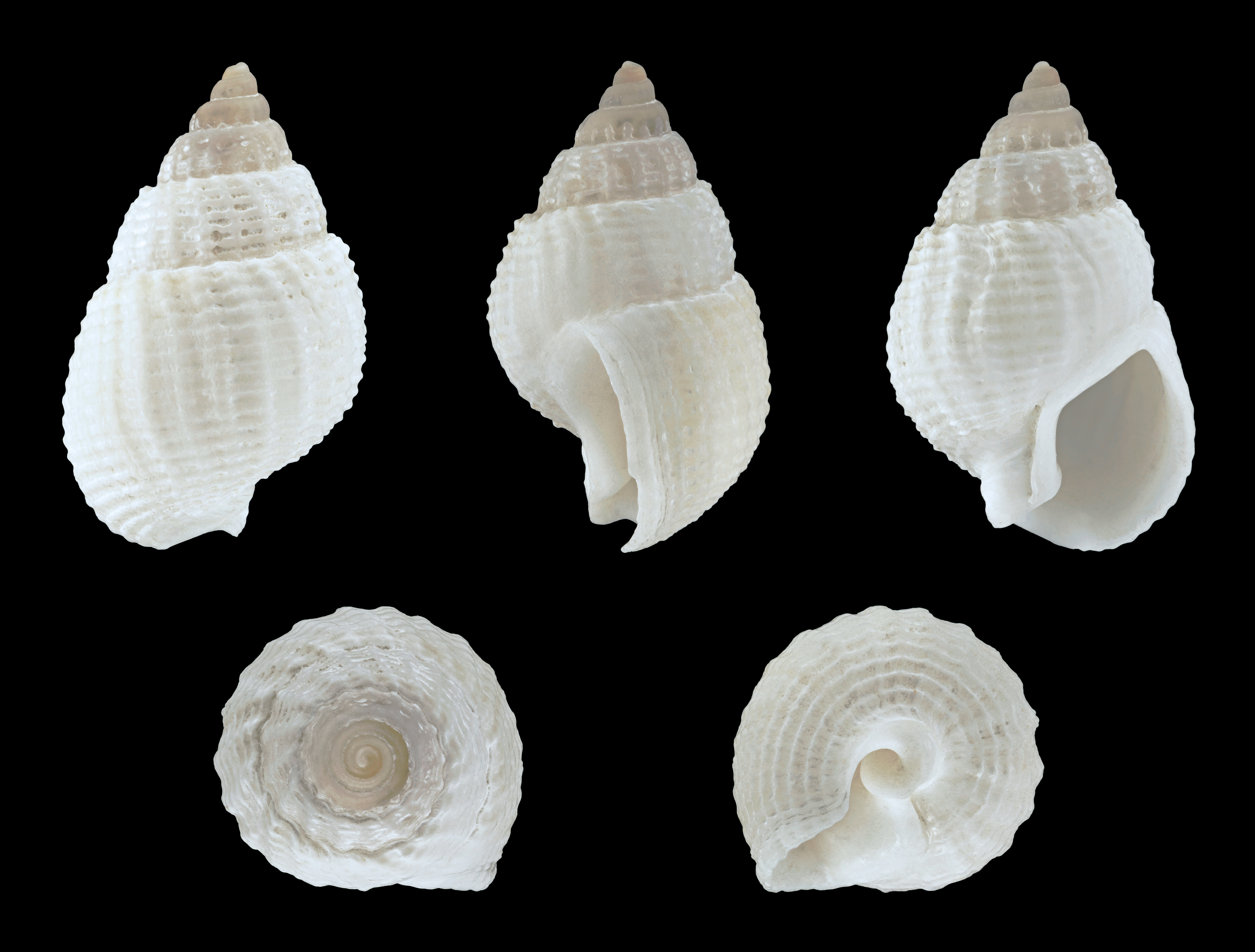
Nassarius (Zeuxis) niveus
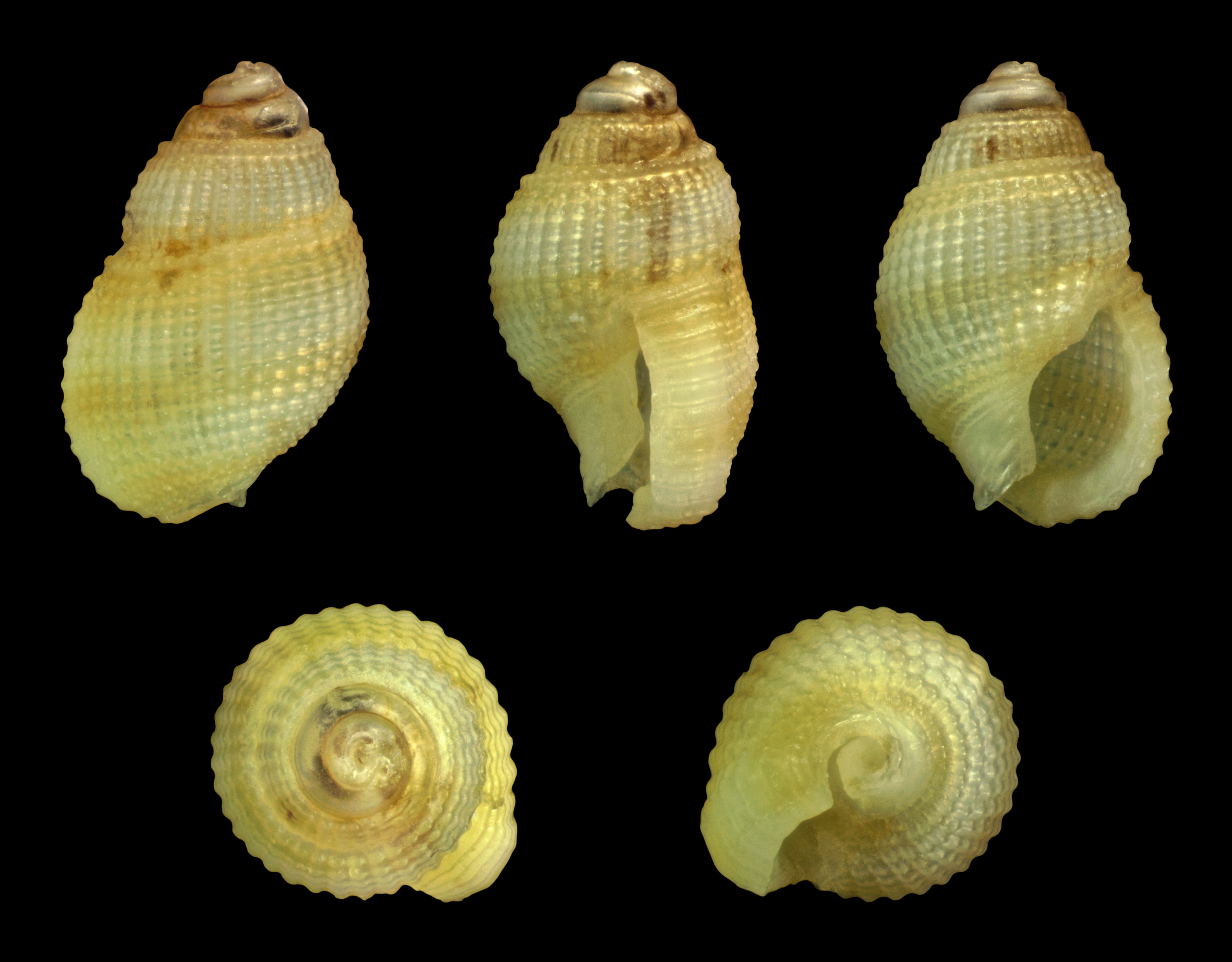
Nassarius (Zeuxis) ocellatus
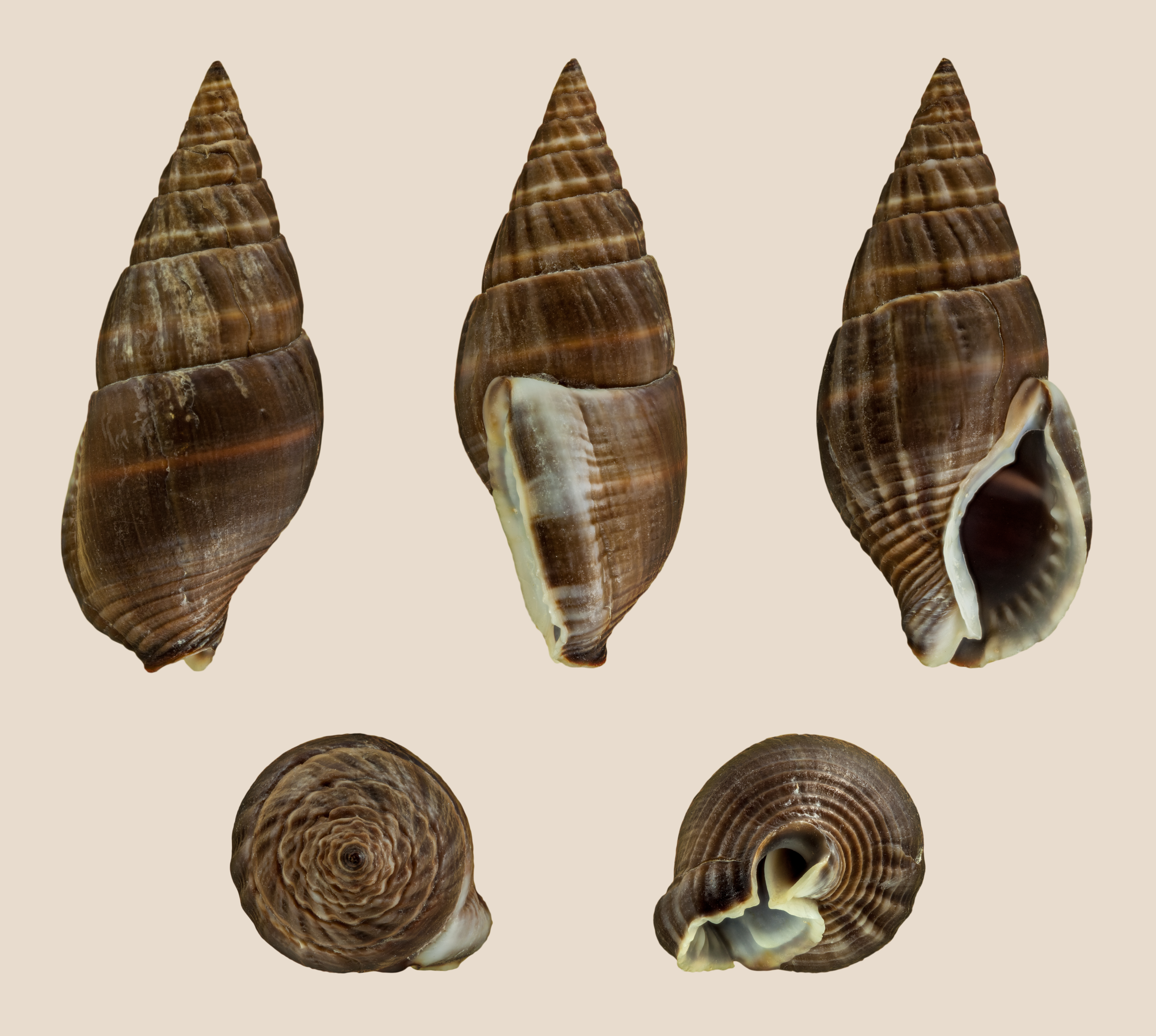
Nassarius (Zeuxis) olivaceus
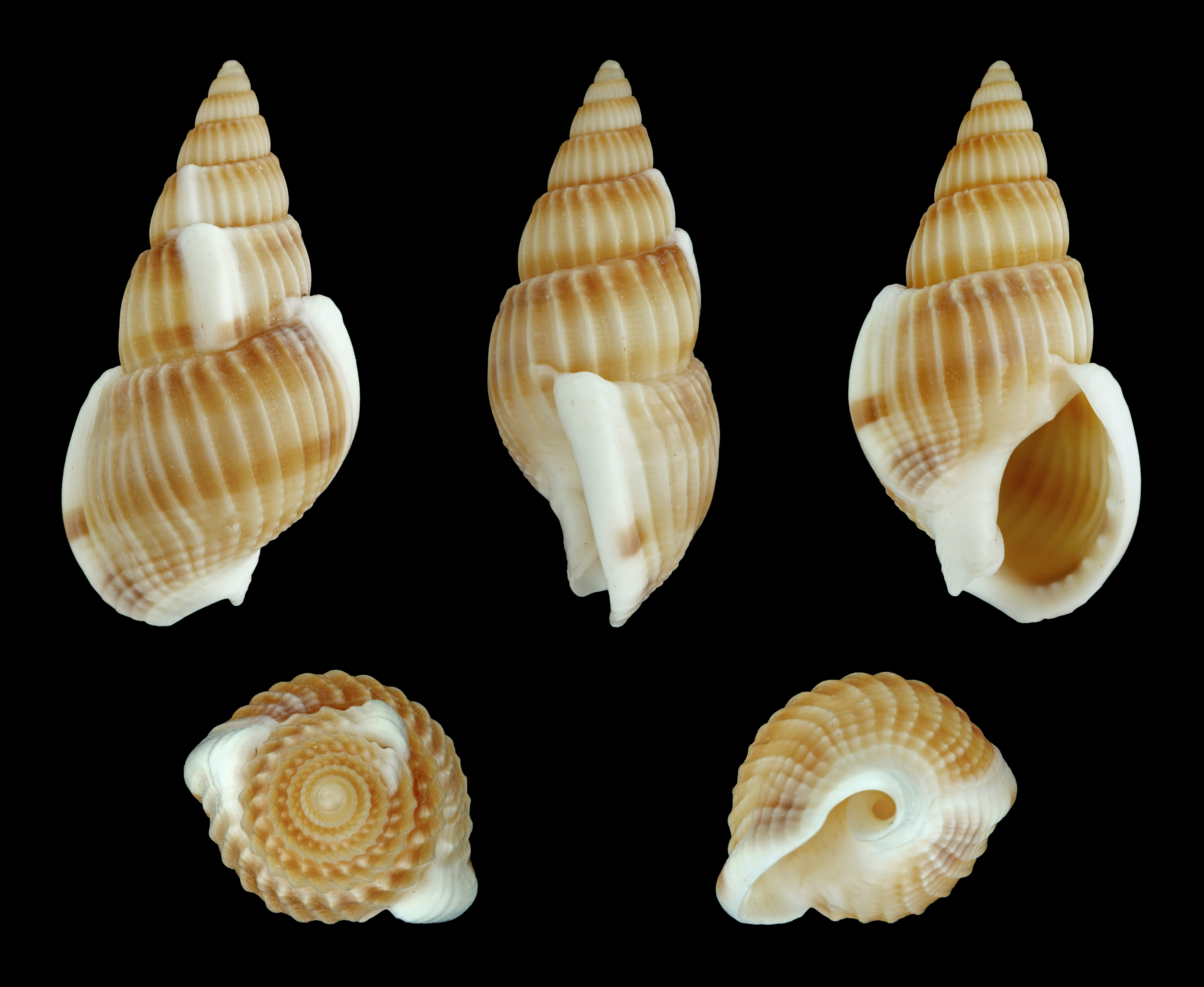
Nassarius (Zeuxis) variciferus